# Хронологія російського вторгнення в Україну (вересень 2022)

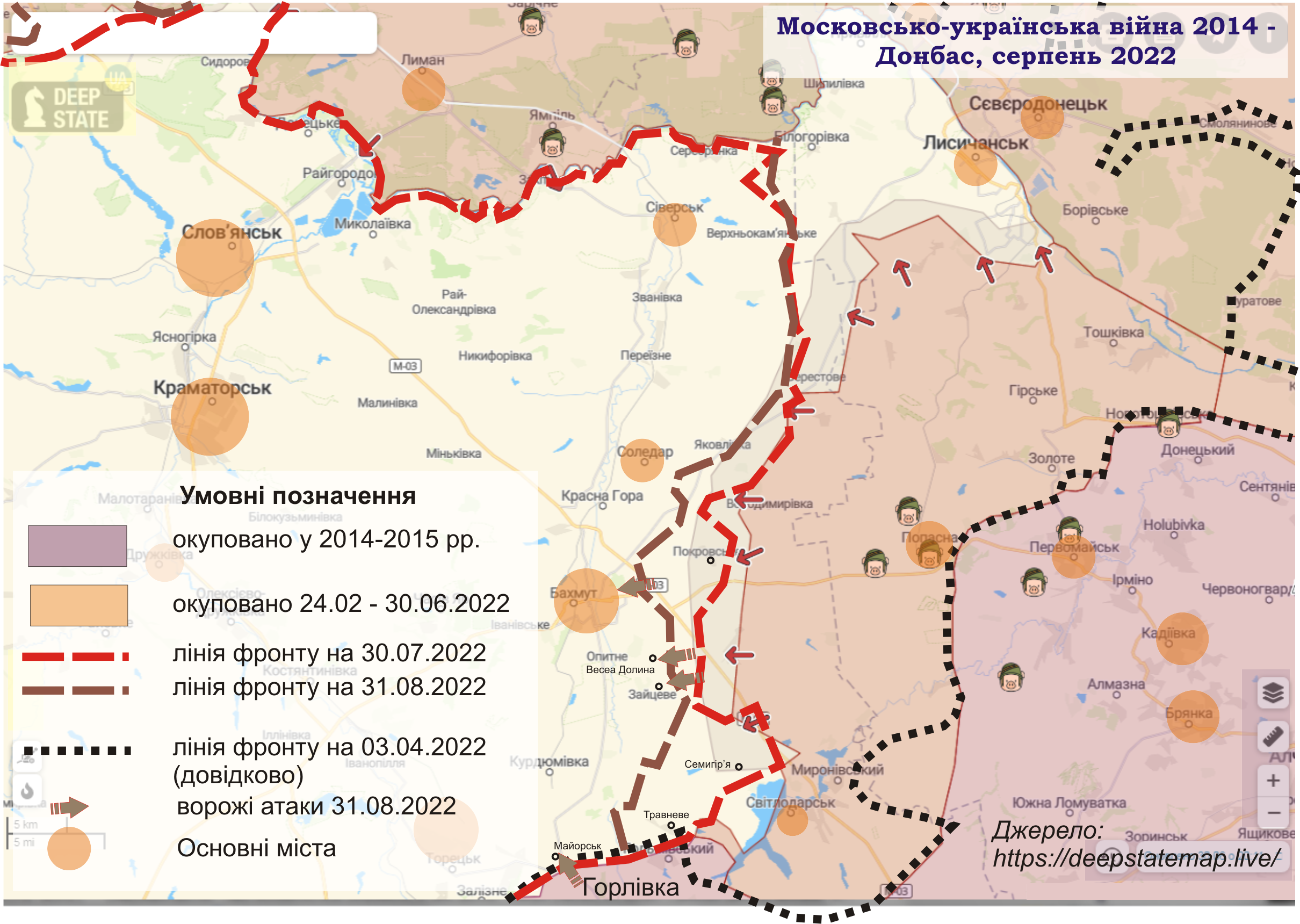
Північний Донбас, серпень 2022

Ця стаття є частиною хронології широкомасштабного російського вторгнення в Україну (2022), яка, в свою чергу, є частиною хронології російської збройної агресії проти України (з 2014)
Про попередні події серпня 2022 р. — див. Хронологія російського вторгнення в Україну (серпень 2022)

## Загальна обстановка на 01 вересня 2022 року
Противник намагається встановити повний контроль над територією Донецької області та утримати захоплені райони Херсонської, Харківської, Запорізької та Миколаївської областей.
Ворог продовжує завдавати авіаційні та ракетні удари по військових та цивільних об'єктах на території України.
На Волинському та Поліському напрямках обстановка залишається без суттєвих змін. Підрозділи збройних сил Республіки Білорусь виконують завдання з посилення охорони ділянки білорусько-українського кордону в Брестській та Гомельській областях. Зберігається загроза завдання противником ракетних та авіаційних ударів з території і повітряного простору Республіки Білорусь.
На Сіверському напрямку противник утримує окремі підрозділи збройних сил Російської Федерації у прикордонних районах Брянської і Курської областей. Ворог здійснив обстріли з мінометів та ствольної артилерії районів населених пунктів Кам'янська Слобода, Залізний міст, Сеньківка Чернігівської області та Старикове Сумської області.
На Слобожанському напрямку противник продовжує ведення бойових дій з метою утримання раніше зайнятих районів.
На Харківському напрямку ворог здійснив обстріли із застосуванням озброєння танків, ствольної та реактивної артилерії об'єктів у районах населених пунктів Уди, Соснівка, Великі Проходи, Питомник, Руська Лозова, Руські Тишки, Черкаські Тишки, Старий Салтів та Пришиб.
На Слов'янському напрямку підрозділи ворога обстріляли із ствольної артилерії та реактивних систем залпового вогню райони населених пунктів Грушуваха, Велика Комишуваха, Вірнопілля, Долина, Краснопілля, Дібрівне та Нова Дмитрівка.
Застосував авіацію для нанесення удару по районах населених пунктів Нова Дмитрівка та Богородичне.
Здійснив спробу наступу у напрямку населеного пункту Долина, успіху не мав, відійшов.
На Краматорському напрямку противник обстріляв із танків, мінометів, ствольної та реактивної артилерії райони населених пунктів Райгородок, Піскунівка, Сіверськ, Верхньокам'янське, Івано-Дар'ївка, Спірне та Роздолівка.
На Бахмутському напрямку ворог здійснював обстріли із застосуванням танків, ствольної та реактивної артилерії районів населених пунктів Веселе, Яковлівка, Виїмка, Білогорівка, Краснополівка, Званівка, Соледар, Бахмут, Бахмутське, Майорськ, Весела Долина.
Наступальними діями намагався просунутися у напрямках населених пунктів Весела Долина, Соледар, Бахмутське та Зайцеве, успіху не мав, відійшов.
На Авдіївському напрямку противник здійснював обстріли із застосуванням танків, мінометів та ствольної артилерії районів населених пунктів Олександропіль, Розівка, Тоненьке, Авдіївка, Карлівка, Водяне, Опитне, Первомайське, Піски.
Завдав авіаудар по районах населених пунктів Времівка, Нескучне та Олександропіль.
Наступальними та штурмовими діями намагався покращити тактичне положення у напрямках населених пунктів Первомайське, Невельське та Опитне, успіху не мав, зазнав втрат, відійшов.
На Новопавлівському напрямку здійснював обстріли районів населених пунктів Красногорівка, Мар'їнка, Новомихайлівка, Велика Новосілка, Пречистівка. Завдав авіаційний удар у районі населеного пункту Мар'їнка.
Наступальними та штурмовими діями намагався покращити тактичне положення у напрямку населеного пункту Водяне, успіху не мав, відійшов.
На Запорізькому напрямку ворог здійснював обстріли об'єктів у районах населених пунктів Новопіль, Ольгівське, Гуляйполе, Лугівське.
На Південнобузькому напрямку противник танками, мінометами та ствольною артилерією намагався уразити важливі об'єкти в районах населених пунктів Потьомкине, Андріївка, Новогригорівка, Широке, Партизанське, Новопетрівка, Любомирівка, Шевченкове, Степова Долина, Таврійське, Лупареве, Олександрівка, Первомайське, Лозове, Ольгине.
Корабельне угруповання противника в акваторіях Чорного та Азовського морів продовжує ведення розвідки, виконання завдання з підтримки дій наземного угруповання та блокування цивільного судноплавства.
Зберігається загроза завдання ракетних ударів по об'єктах та елементах інфраструктури в глибині території України.

## 01-10 вересня

### 1 вересня

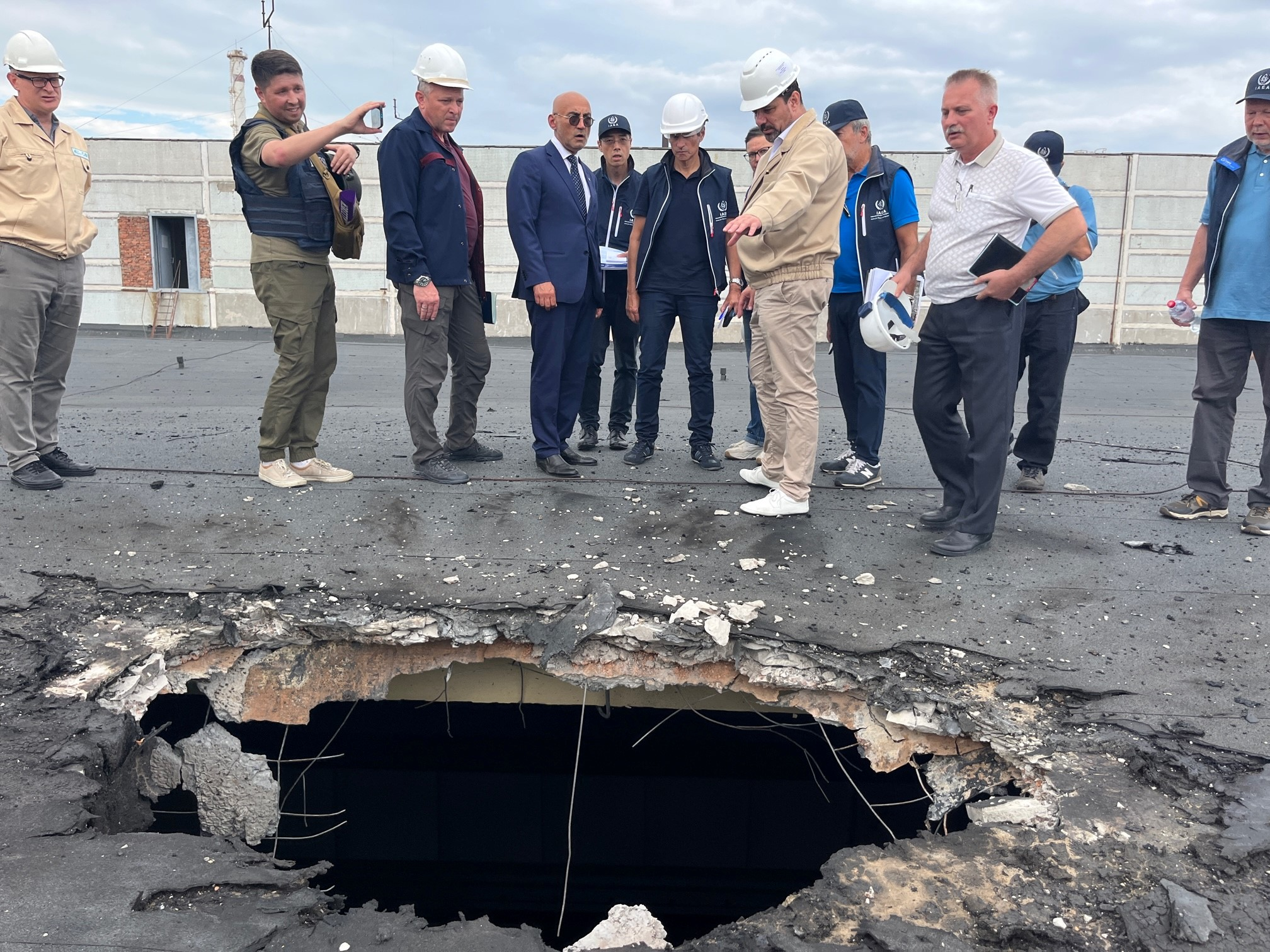
Місія МАГАТЕ на Запорізькій АЕС

Російські загарбники намагалися атакувати у напрямках н.п. Долина під Ізюмом; Весела Долина, Соледар, Бахмутське та Зайцеве, Бахмут та Майорськ; Авдіївка та Красногорівка, Первомайське, Невельське та Опитне; Водяне; Потьомкине. Повідомляється про вибухи на військових об'єктах окупантів на Херсонщині, в Мелітополі.
Росіяни завдали ракетний удар по Одещині.
Противник задіяв авіацію біля н.п. Шестакове, Байрак, Руські Тишки та Веселе на Харківщині; Нова Дмитрівка та Богородичне під Ізюмом; Верхньокам'янське; Зайцеве, Весела Долина, Соледар, Бахмут, Яковлівка; Времівка, Нескучне та Олександропіль; Мар'їнка; Лозове, Сухий Ставок, Велике Артакове, Хрещенівка.
Ворог застосував авіацію для завдання удару по районах н.п. Нова Дмитрівка та Богородичне.
Тривали обстріли з артилерії, танків, РСЗВ вздовж лінії фронту від Чернігівщини до району Миколаєва.
На Запорізьку АЕС, у зв'язку із загрозою її пошкодження в ході обстрілів, прибула місія МАГАТЕ.

### 2 вересня

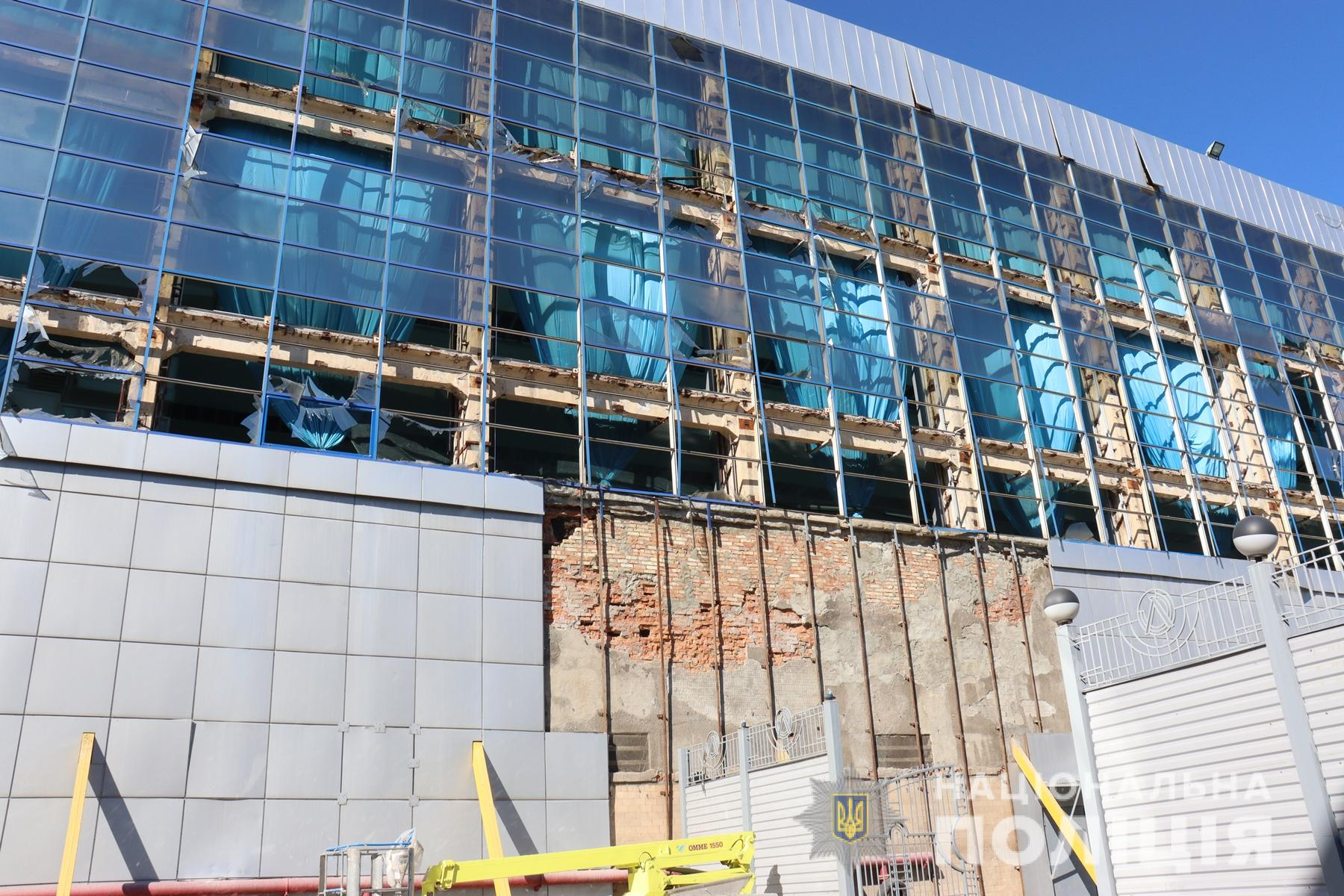
Харківський палац спорту «Локомотив» після обстрілу 2 вересня

Російські загарбники намагалися атакувати у напрямках н.п. Соледар, Бахмутське, Весела Долина, Зайцеве та Майорськ; Кодема, Зайцеве, Авдіївка, Мар'їнка та Времівка; Первомайське, Опитне та Невельське; Високопілля та Потьомкіне.
Росіяни завдали 6 ракетних ударів, зокрема, по Харкову
Противник завдав 9 авіаударів по населених пунктах Мар'їнка, Соледар, Перемога, Зайцеве.
Тривали обстріли з артилерії, танків, РСЗВ вздовж лінії фронту від Чернігівщини до району Миколаєва.

### 3 вересня
Повідомляється про знищення військових об'єктів ворога у Херсоні, Олешках і Мелітополі.
Російські загарбники намагалися атакувати у напрямках н.п. Долина, Соледар, Новобахмутівка, Кодема, Зайцеве, Авдіївка, Мар'їнка; Богородичне, Пасіка, Долина, Бахмут, Покровське, Бахмутське, Піски, Первомайське.
Протягом доби завдано 10 ракетних (зокрема, м. Харків, м. Дніпро) та понад 24 авіаційних ударів по військових та цивільних об'єктах на території України. Зокрема, постраждала інфраструктура н.п. Перемога, Гусарівка, Білогір'я, Пришиб, Времівка, Полтавка, Зайцеве, Білогорівка, Новомихайлівка, Білогір'я, Яковлівка, Водяне.
Тривали обстріли з артилерії, танків, РСЗВ вздовж лінії фронту від Чернігівщини до району Миколаєва. У Миколаєві вбито дитину.

### 4 вересня

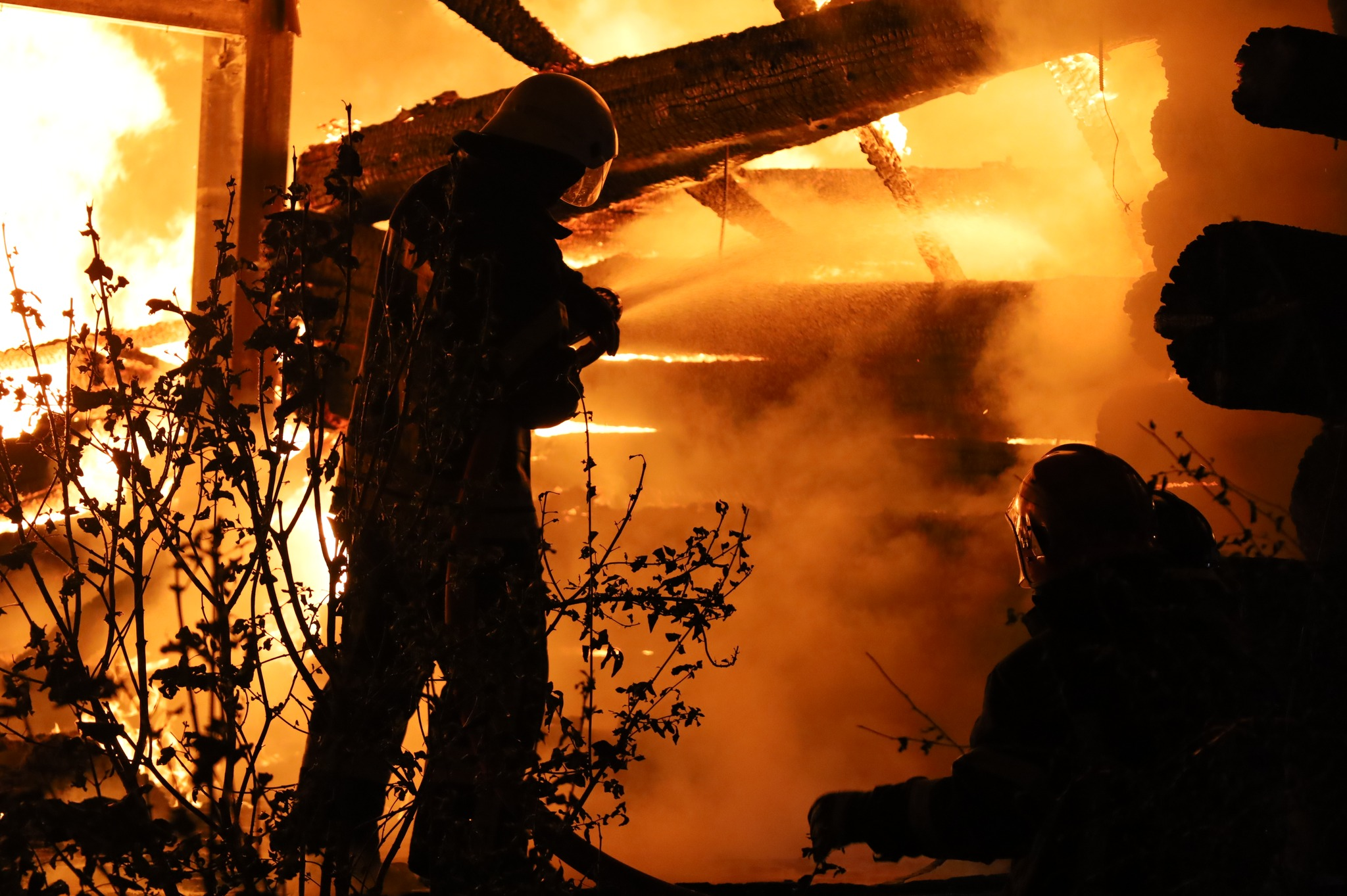
Пожежа після обстрілу ресторанного комплексу в Харкові

З'явилися повідомлення про звільнення Високопілля і Благодатівки на Херсонщині, Любомирівки під Миколаєвом і Озерного на Донеччині під Лиманом.
ЗСУ вдалося успішно відбити атаки ворога в районах н.п. Краснопілля, Бахмут, Майорськ, Бахмутське, Весела Долина, Зайцеве, Кодема та Соледар на Бахмутському напрямку, а також в районах н.п. Первомайське, Водяне та Невельське на Авдіївському напрямку.
Протягом доби ворог завдав 25 ракетних та понад 22 авіаційних ударів по військових та цивільних об'єктах на території України. Зокрема, постраждала цивільна інфраструктура в районах н.п. Харків, Дмитрівка, Костянтинівка, Зеленопілля, Зайцеве, Кодема, Соледар, Миколаїв, Вознесенськ, Очаків, Сухий Ставок та Безіменне.

### 5 вересня
ЗСУ уразили військові склади окупантів у Горлівці.
ЗСУ відбили спроби наступу ворога в районах н.п. Білогорівка, Григорівка, Покровське, Бахмутське, Лозове, Спартак, Соледар, Зайцеве та Семигір'я, а на Краматорському напрямку мали тактичний успіх та вибили ворога з раніше зайнятих ним позицій.
Ракетні обстріли Миколаєва, Кривого Рога, Бахмута, Костянтинівки; за добу ворог завдав 3 ракетних та понад 35 авіаційних ударів (по районах н.п. Залиман, Байрак і Асіївка Харківської області; Дмитрівка, Богородичне, Зайцеве, Кодема, Соледар, Яковлівка, Красногорівка, Пришиб, Времівка, Велика Новосілка, Новомихайлівка, Новопіль Донецької області, Дорожнянка, Полтавка і Ольгівське Запорізької області, Біла Криниця, Білогірка і Костромка Херсонської області та Велике Артакове, Тернівка і Любомирівка Миколаївської області), здійснив близько 50 обстрілів з РСЗВ.

### 6 вересня
ЗСУ уразили військові об'єкти окупантів у Херсонській області, у Бердянську в авто підірваний «комендант» міста. З'являються повідомлення про просування ЗСУ в районі Балаклії Харківської області. Початок великого контрнаступу Сил оборони України на Харківщині.
Сили оборони України відбили атаки ворога в районах н.п. Долина, Соледар, Новобахмутівка, Кодема, Григорівка, Бахмутське, Бахмут, Зайцеве, Весела Долина, Опитне, Авдіївка, Мар'їнка та Любомирівка.

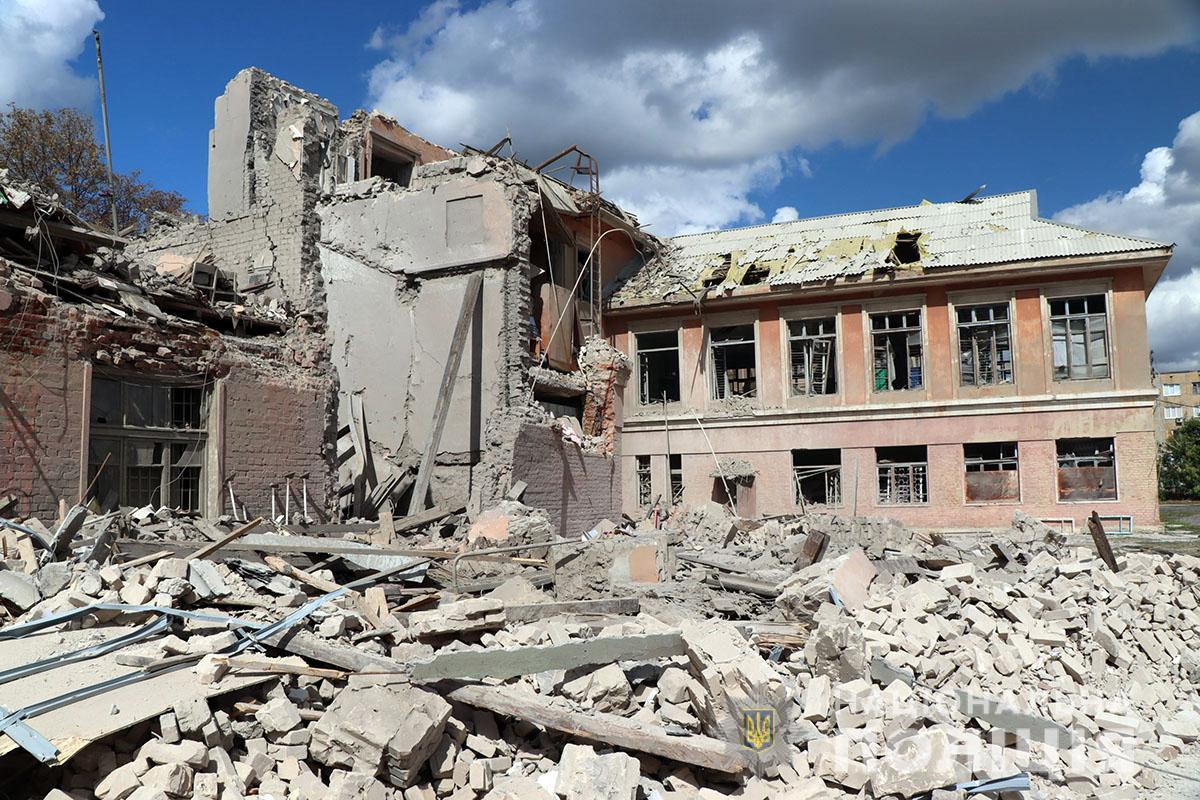
Гімназія в Кураховому після обстрілу

Протягом доби ворог завдав 7 ракетних (зокрема, по Харкову, Кривому Рогу — нафтобаза) та 25 авіаційних ударів по об'єктах на території України. Зокрема, постраждала інфраструктура в районах н.п. Байрак, Асіївка, Пришиб, Тетянівка, Времівка, Новомихайлівка, Велика Новосілка, Полтавка, Ольгівське, Новопіль, Велике Артакове, Біла Криниця, Тернівка, Білогірка, Костромка, Новогригорівка, Благодатівка, Харків, Великі Проходи, Білогірка, Костромка, Сухий Ставок та Безіменне.

### 7 вересня
З'являються повідомлення про звільнення сіл навколо Балаклії — Байрак, Нова Гусарівка, Волохів Яр, Яковлівка — і про захід ЗСУ до самої Балаклії (можливо, частково). Повідомляється про вибухи у окупованому Мелітополі — підірвано штаб «Єдиної Росії» у будівлі Нової пошти по вулиці Ломоносова.
ЗСУ вдалося успішно відбити атаки російських окупантів у районах населених пунктів Питомник, Руські Тишки, Григорівка, Зайцеве, Майорськ, Миколаївка Друга, Соледар, Бахмутське, Бахмут, Долина, Опитне, Костянтинівка, Дібрівне, Первомайське та Кам'янка.

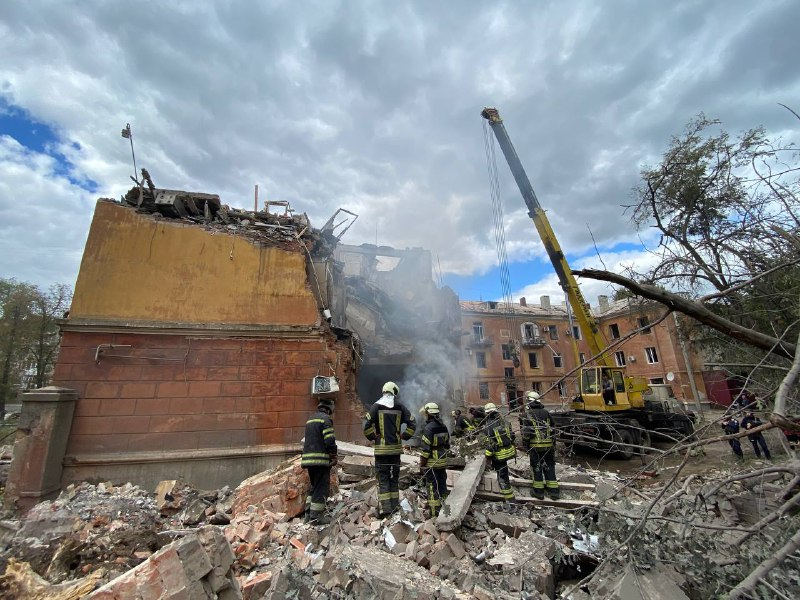
Будинок у Слов'янську після обстрілу 7 вересня

Протягом доби ворог завдав понад 10 ракетних та 22 авіаційних ударів по об'єктах на території України. Зокрема, по районах н.п. Харків, Циркуни, Великі Проходи, Слов'янськ, Сіверськ, Краматорськ, Богоявленка, Костянтинівка, Дорожнянка, Ольгівське, Білогірка, Костромка, Сухий Ставок, Безіменне, Андріївка, Біла Криниця, Івано-Дар'ївка, Зайцеве, Соледар, Бахмут, Бахмутське, Времівка, Велика Новосілка, Пречистівка, Трудове, Червоне, Високопілля, Тернові Поди, Лозове, Червоний Яр.
Внаслідок російського обстрілу села Мала Токмачка (Запоріжжя) з РСЗВ «Град» близько 15:40 загинуло три людини, які отримували гуманітарну допомогу, сім осіб поранено.

### 8 вересня

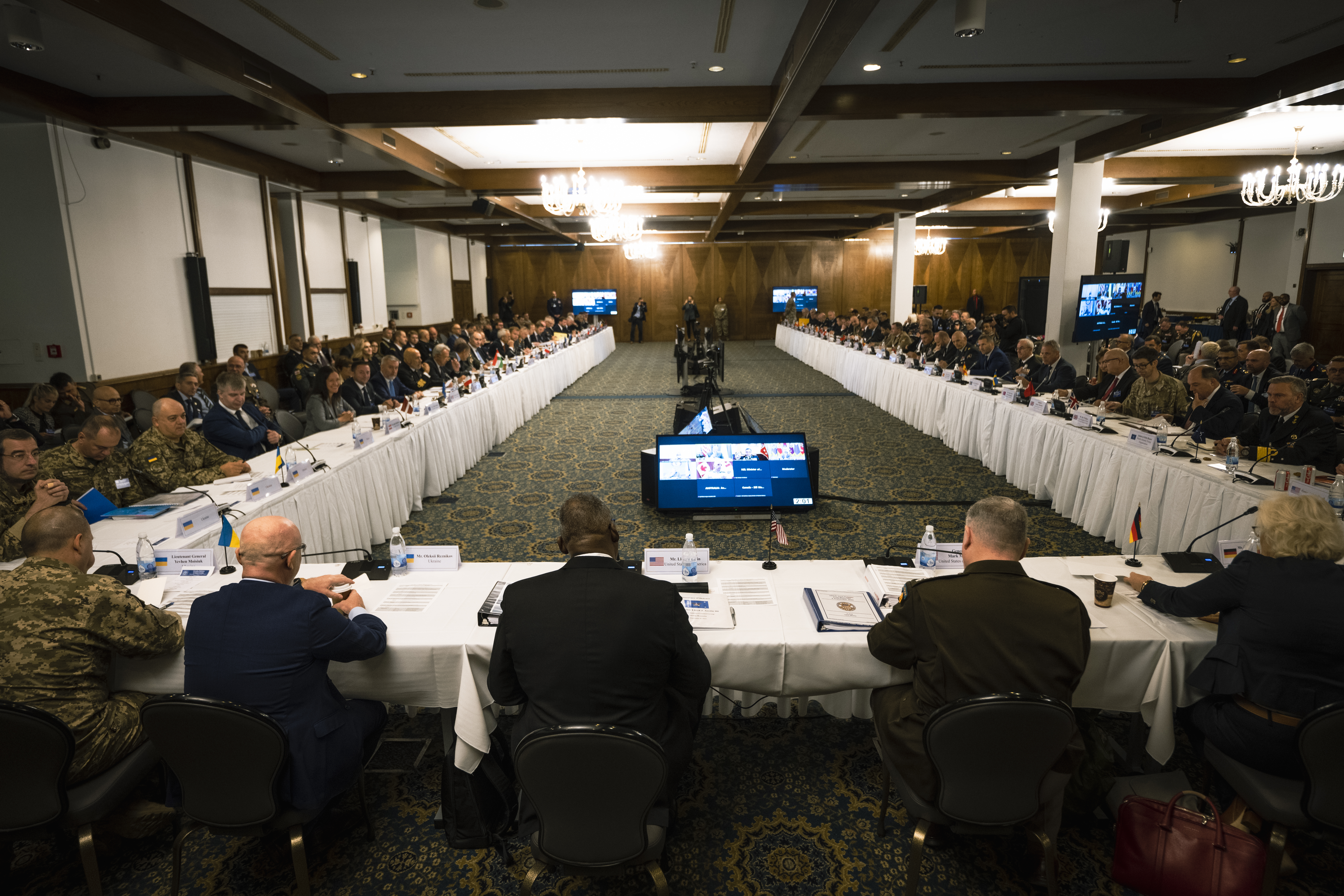
Засідання Контактної групи з допомоги Україні на авіабазі Рамштайн

З'явилася інформація про звільнення від росіян м. Балаклія на Харківщині, а також навколишніх сіл, зокрема, Борщівка, Іванівка і Шевченкове на трасі Харків-Куп'янськ. Офіційно повідомляється, що Сили оборони України ведуть успішний контрнаступ на Харківському напрямку і просунулися майже на 50 км за 3 дні, а Президент відмітив заслуги з'єднань ЗСУ: 25-ї повітряно-десантної бригади, 92-ї окремої механізованої бригади, 80-ї десантно-штурмової бригади, 406-ї окремої артилерійської бригади та 60-ї окремої піхотної бригади.
ЗСУ відбили наступ противника в районах н.п. Костянтинівка, Довгеньке, Дібрівне, Григорівка, Соледар, Первомайське, Невельське, Мар'їнка та Кам'янка, Уди, Вірнопілля, Плоске, Майорськ, Безіменне та Кам'янка.
Протягом доби ворог завдав 45 авіаційних (зокрема, по районам Темирівки, Красногорівки, Володимирівки та Новомихайлівки) та 5 ракетних ударів, зокрема по н.п. Костянтинівка, Березнегувате, Циркуни, Радушне, Харків (2 загиблих); Кривий Ріг (збито).
Окупанти здійснили понад 10 обстрілів з реактивних систем залпового вогню «Град» та «Ураган» по н.п. Серебрянка, Платонівка і Таврійське.
Протягом доби авіація Сил оборони здійснила понад 12 ударів, уразивши 2 взводних опорних пункти, 6 районів зосередження живої сили та військової техніки і 2 ЗРК ворога.
П'ятий «Рамштайн»: США оголосили про поставку Україні гаубиць, ракет HARM та іншої зброї на $675 млн.

### 9 вересня

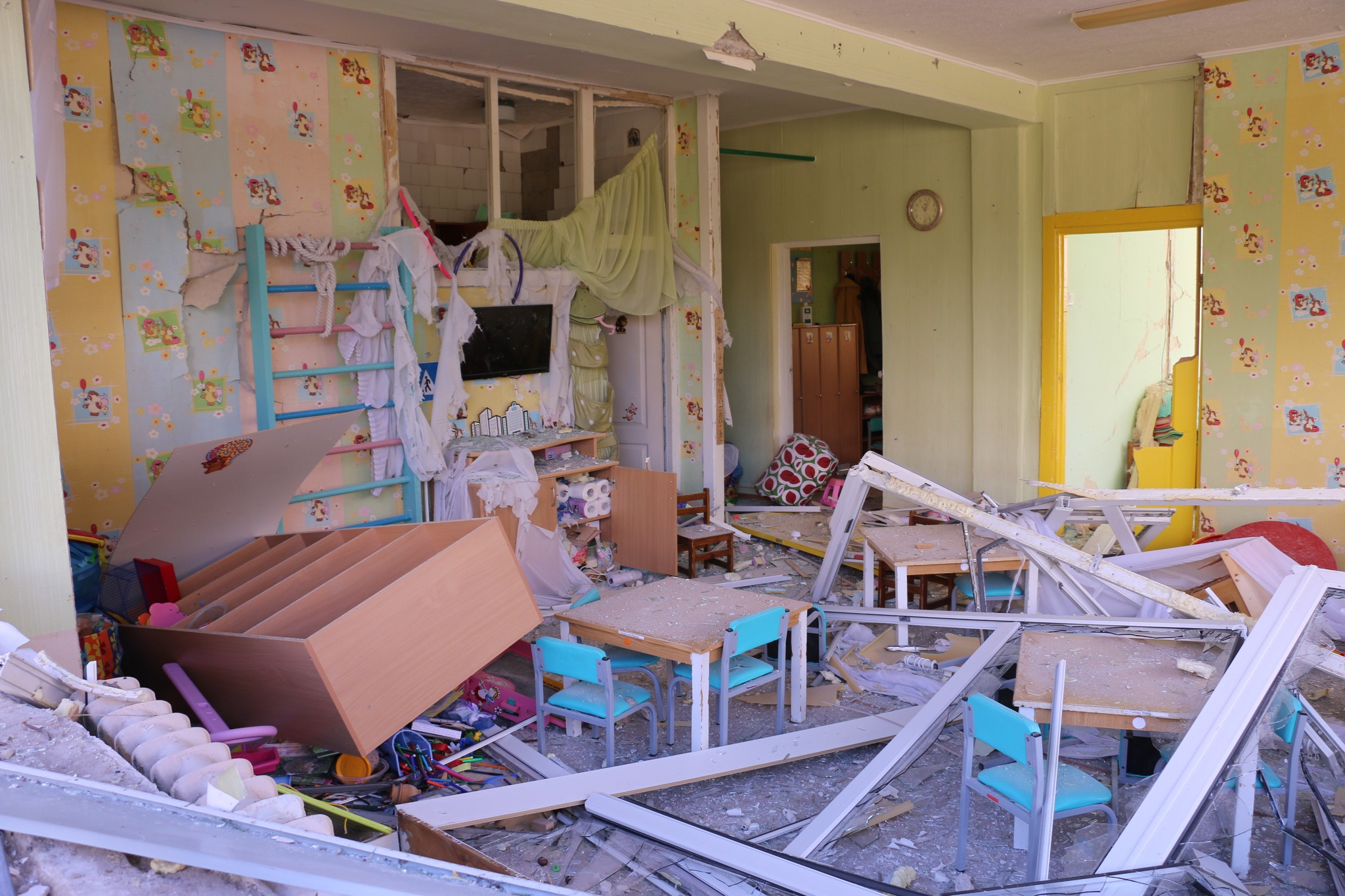
Дитсадок у Харкові після обстрілу

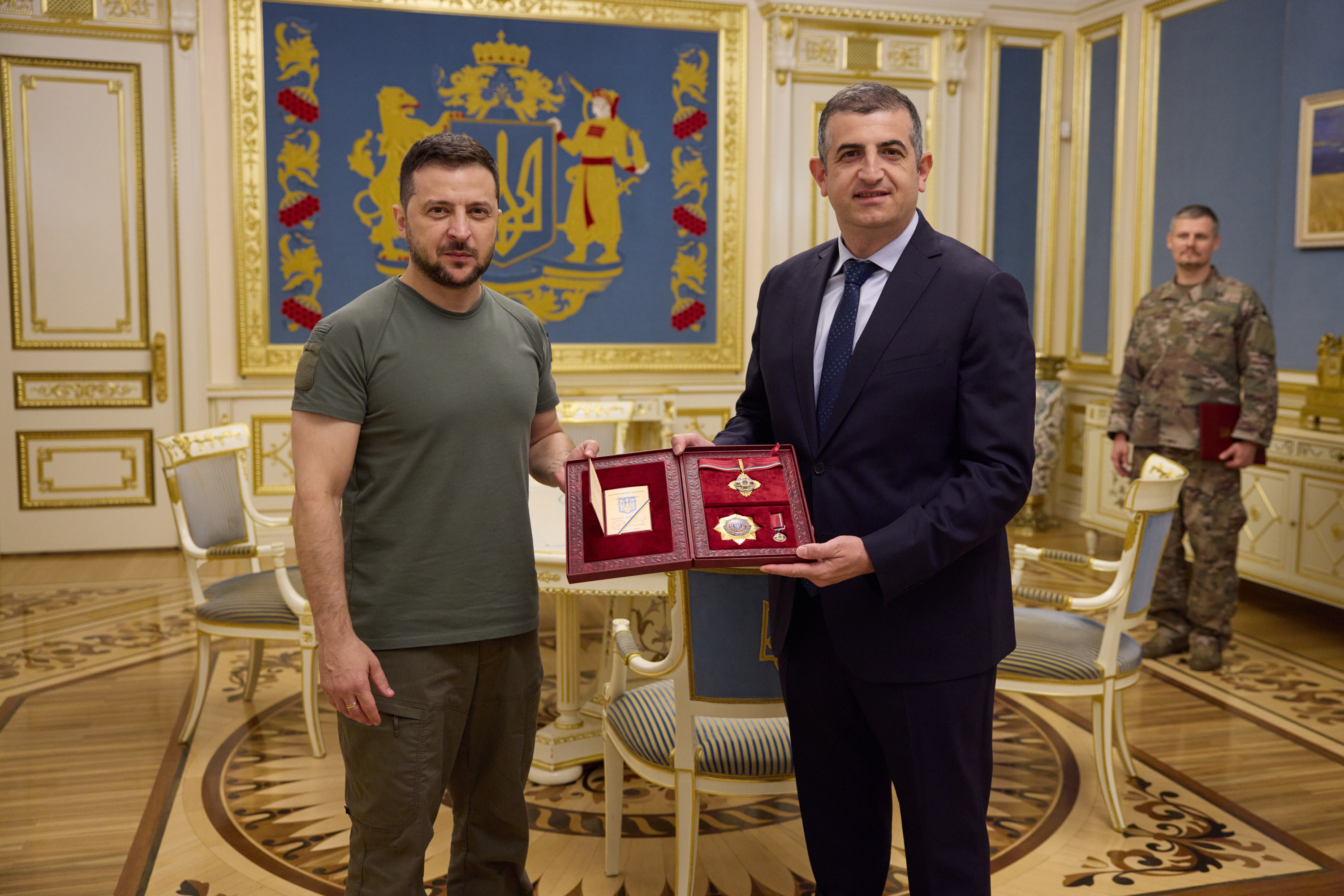
Зустріч Володимира Зеленського та Халюка Байрактара

З'явилась інформація про вихід передових загонів ЗСУ на околиці Куп'янська і до сіл Сенькове і Гороховатка на р. Оскол між Ізюмом і Куп'янськом. Зеленський повідомив, що ЗСУ звільнили понад 30 населених пунктів на Харківщині і понад 1000 км² території.
ЗСУ відбили атаки ворога в районах н.п. Костянтинівка, Прудянка, Руські Тишки, Вірнопілля, Миколаївка Друга, Зайцеве, Авдіївка, Кам'янка, Побєда та Безіменне, Весела Долина, Соледар, Бахмут та Первомайське. Вогневого ураження зазнали 3 пункти управління ворога, понтонна переправа, 28 об'єктів зосередження живої сили та бойової техніки, склади та артилерійські позиції. Внаслідок дій ЗСУ 237-й гвардійський десантно-штурмовий полк РФ припинив своє існування — особовий склад формування або загинув, або важкопоранений.
Протягом доби ворог завдав 13 ракетних та 23 авіаційних ударів по об'єктах на території України. Для цього провів до 40 літаковильотів. Зокрема, постраждала інфраструктура в районах н.п. Великі Проходи, Старовірівка, Юр'ївка, Темирівка, Тернові Поди, Сухий Ставок, Барвінок та Білогірка, Авдіївка, Невельське, Мар'їнка, Велика Новосілка, Нескучне, Вільне Поле, Полтавка, Малі Щербаки, Білогір'я, Благодатне, Костромка та Безіменне. З РСЗВ обстріляно Харків.

### 10 вересня

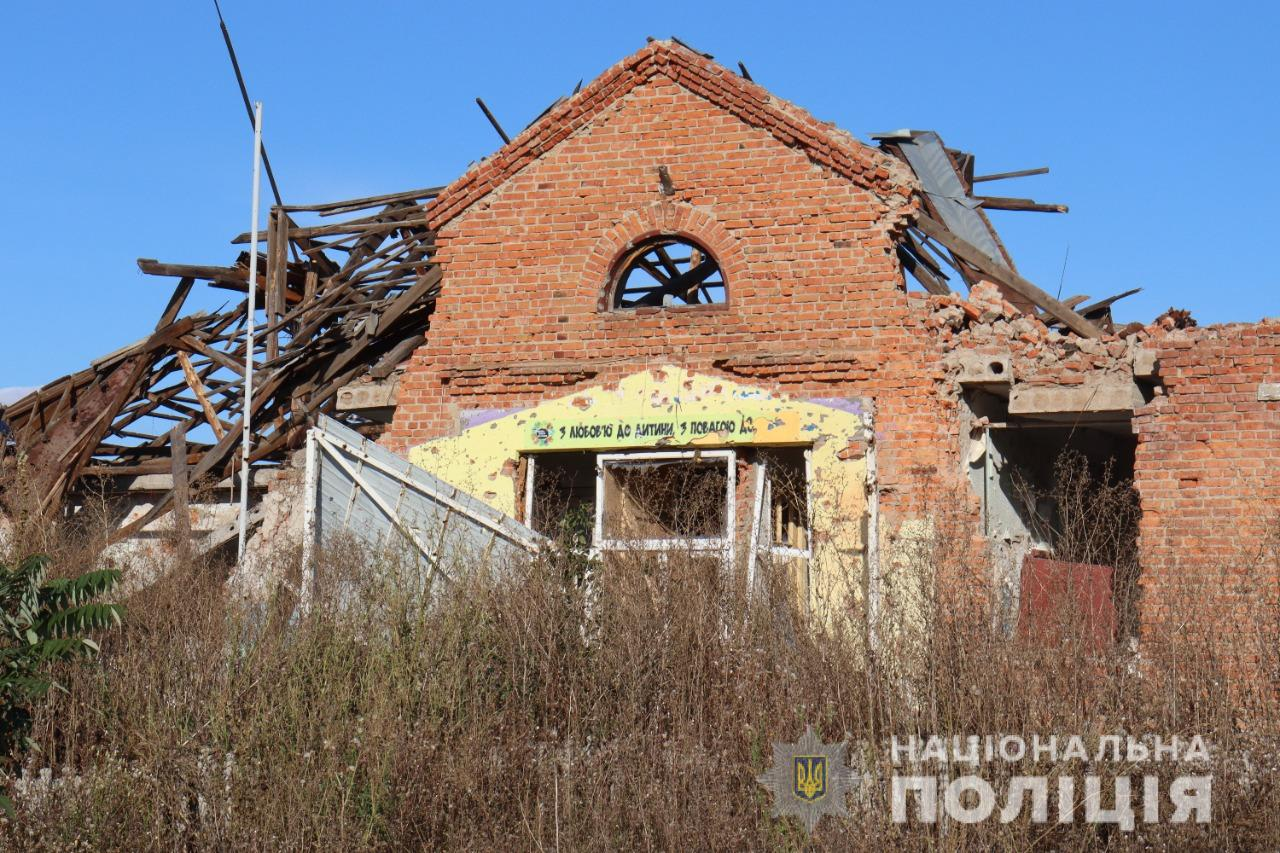
Школа в деокупованому Граковому (Харківська область)

Зранку з'явилась інформація про вхід ЗСУ до західної і центральної частини Куп'янська, втечу окупантів з Ізюму під загрозою оточення і бої на околицях Лиману. Офіційно повідомлено про звільнення Балаклії. Воїни 113-ї окремої бригади територіальної оборони звільнили Василенкове та Артемівку, що на Харківщині. Також повідомляється про звільнення с. Мартового у напрямку Вовчанська. Президент повідомив, що вже звільнено близько 2 000 км² території. Розширено Інгулецький плацдарм — звільнено с. Білогірка на Інгульці (Бериславський район Херсонщини). Російська сторона заявила, що вона, начебто, проводить «перегрупування» своїх сил з Харківщини на Донбас.
ЗСУ нанесли удар по базі окупантів, яку вони влаштували в будівлі ТОВ «Алкоресурс» в Херсоні— було ліквідовано близько 180 загарбників.
Президент відмітив заслуги у визволенні Харківщини бійцям 15-го Слов'янського полку НГУ, та 214-го окремого стрілецького батальйону.
Сили оборони вчергове відбили атаки противника в районах н.п. Соснівка, Майорськ, Миколаївка Друга, Зайцеве, Весела Долина, Соледар, Бахмут, Піски, Первомайське та Новомихайлівка
Протягом доби ворог завдав 16 ракетних та 34 авіаційних удари по території України. Від цього постраждали 28 населених пунктів. Зокрема, Славгород, Велика Писарівка, Великі Проходи, Авдіївка, Сіверськ, Костянтинівка, Бахмут, Невельське, Мар'їнка, Велика Новосілка, Дніпро, Нескучне, Вільне Поле, Полтавка, Малі Щербаки, Миколаїв, Білогір'я, Сухий Ставок та Брускінське,
Обстріляно Нікополь, Марганець, Синельниківський район, Харківщину, Миколаїв.

## 11-20 вересня

### 11 вересня
Повідомляється, що російські війська втекли з селища Козача Лопань, що під російським кордоном на півночі Харківської області. Звільнені також села Великі та Малі Проходи. Вижницький 93-й батальйон 107-ї бригади ЗСУ разом із буковинським Добровольчим підрозділом «Альбін» заявили про звільнення села Велика Комишуваха в Ізюмському районі на Харківщині. Офіційно повідомлено про ще один звільнений населений пункт на Харківщині — селище Чкаловське Чугуївського району Також повідомляється про відхід окупантів з-під Удів, Вовчанська, Великого Бурлука на Харківщині, про втечу окупантів з награбованим майном з Борщової Харківської області і Сватового на Луганщині. Взагалі повідомлено про звільнення за добу 20 населених пунктів і вихід ЗСУ на державний кордон на півночі Харківщини. Підтверджено звільнення Ізюму, звільнено також Кам'янку, Богородичне, Оскіл. За даними противника, окупованими на Харківщині залишились лише райони на лівому березі річки Оскіл. Повідомляється про бої під Лиманом.
Сили оборони відбивали атаки противника в районах н.п. Великі Проходи, Курдюмівка, Миколаївка Друга, Зайцеве, Майорськ, Озерянівка, Новобахмутівка, Авдіївка, Первомайське, Красногорівка, Миколаївка Друга та Водяне.

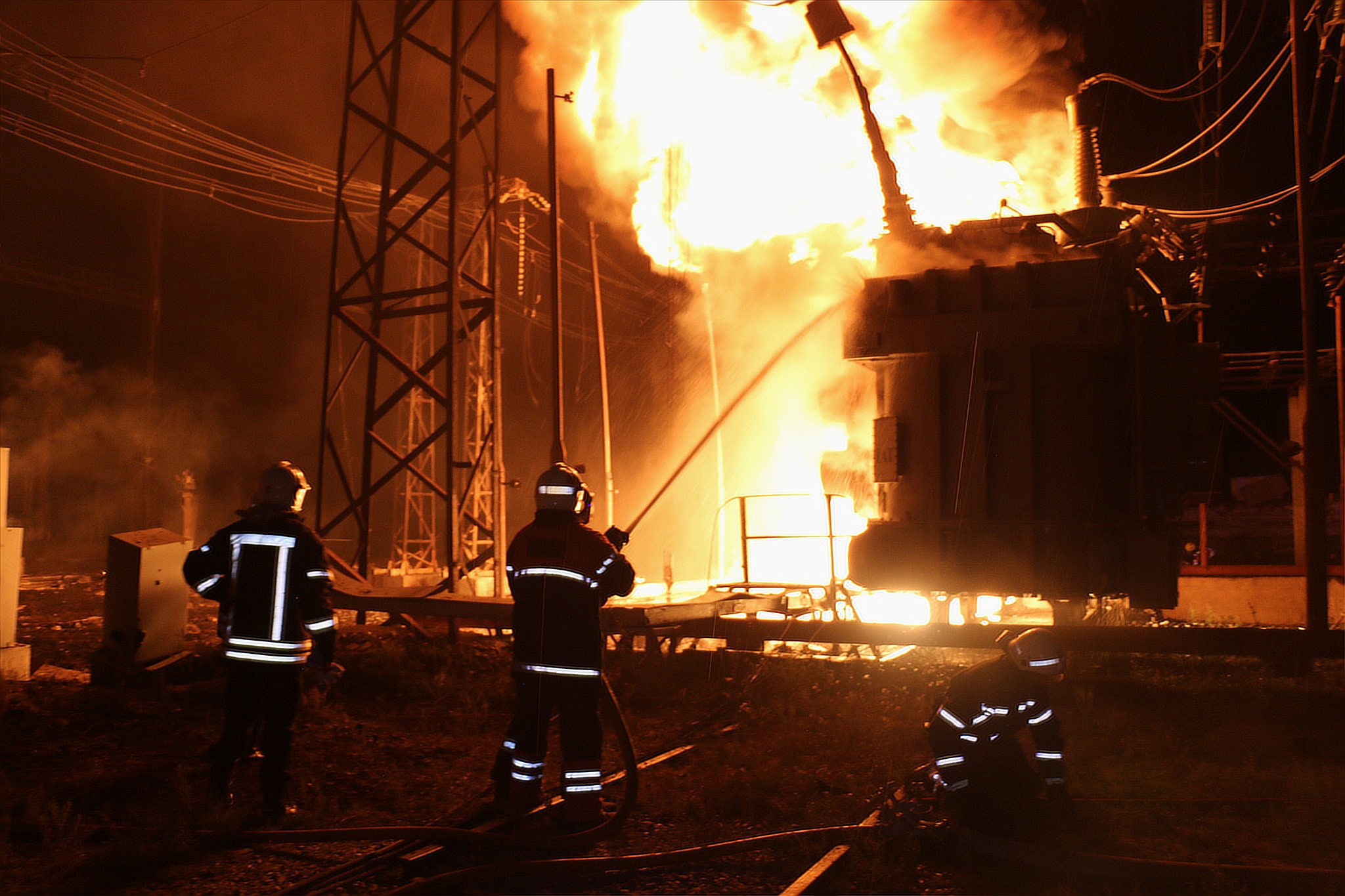
Результати обстрілів енергетичної інфраструктури в Харківській області

Протягом доби ворог завдав 18 ракетних та 39 авіаударів по об'єктах на території України. Від них постраждали понад 30 населених пунктів, зокрема Дергачі, Краматорськ, Костянтинівка, Дніпро (середмістя), Павлоград, Великомихайлівка, Вознесенськ та Миколаїв; завдано ракетного удару по Харківській ТЕЦ-5, Зміївській ТЕС у Харківській області та трьох підстанціях.
Обстріляно Нікополь і Марганець.

### 12 вересня
З'явилась інформація про звільнення Святогірська і Білогорівки (між Сіверськом і Лисичанськом). В районі Лиману ймовірно тривають бої. Суперечлива інформація щодо відходу окупантів з Кремінної на Луганщині.
Сили оборони України відбивали атаки противника в районах н.п. Майорськ, Миколаївка Друга, Бахмут, Красногорівка, Мар'їнка та Новомихайлівка, Зайцеве, Бахмут, Бахмутське, Водяне, Безіменне та Новогригорівка.
Протягом доби ворог завдав 2 ракетних та понад 25 авіаційних ударів, провів більше 20 обстрілів з реактивних систем залпового вогню по військових і цивільних об'єктах на території України. Під удари ракет та РСЗВ потрапили об'єкти енергетики, водопостачання, заводи та житлові будинки у містах Харків, Запоріжжя, Костянтинівка, Слов'янськ, Бахмут та Краматорськ. Постраждала інфраструктура в районах населених пунктів Первомайське, Білогорівка, Зайцеве, Весела Долина, Сухий Ставок, Широке, Партизанське та Любомирівка, Юр'ївка, Нью-Йорк, Первомайське, Кам'янка, Степове, Малі Щербаки, Сухий Ставок, Костромка, Біла Криниця та Мирне.

### 13 вересня
Сили оборони України відбили атаки противника в районах н.п. Зайцеве, Одрадівка, Бахмут, Бахмутське, Весела Долина, Авдіївка, Безіменне та Новогригорівка, Спірне, Майорськ, Водяне. Повідомлено про зайняття Силами оборони України н.п. на півночі Харківщини, біля кордону — Липці, Глибоке та Стрілеча. З'являються повідомлення про бої на південно-західних підступах до Кремінної.
Протягом доби ворог завдав 3 ракетних, 33 авіаційних ударів та провів 58 обстрілів з систем реактивної артилерії по об'єктах на території України. Вражено інфраструктуру в районах н.п. Білогорівка, Миколаївка, Верхньокам'янське, Весела Долина, Зайцеве, Юр'ївка, Нью-Йорк, Первомайське, Кам'янка, Времівка, Степове, Малі Щербаки, Сухий Ставок, Костромка, Біла Криниця та Мирне, Харків, Лозова (ракетний удар), Сіверськ, Соледар, Бахмут, Бахмутське.
В м.Куп'янськ збито перший БпЛА (дрон) іранського виробництва “Shahed-136”
Міноборони заявило про звільнення понад 300 населених пунктів на Харківщині, 3800 км² території, де живуть 150 тис. людей.

### 14 вересня

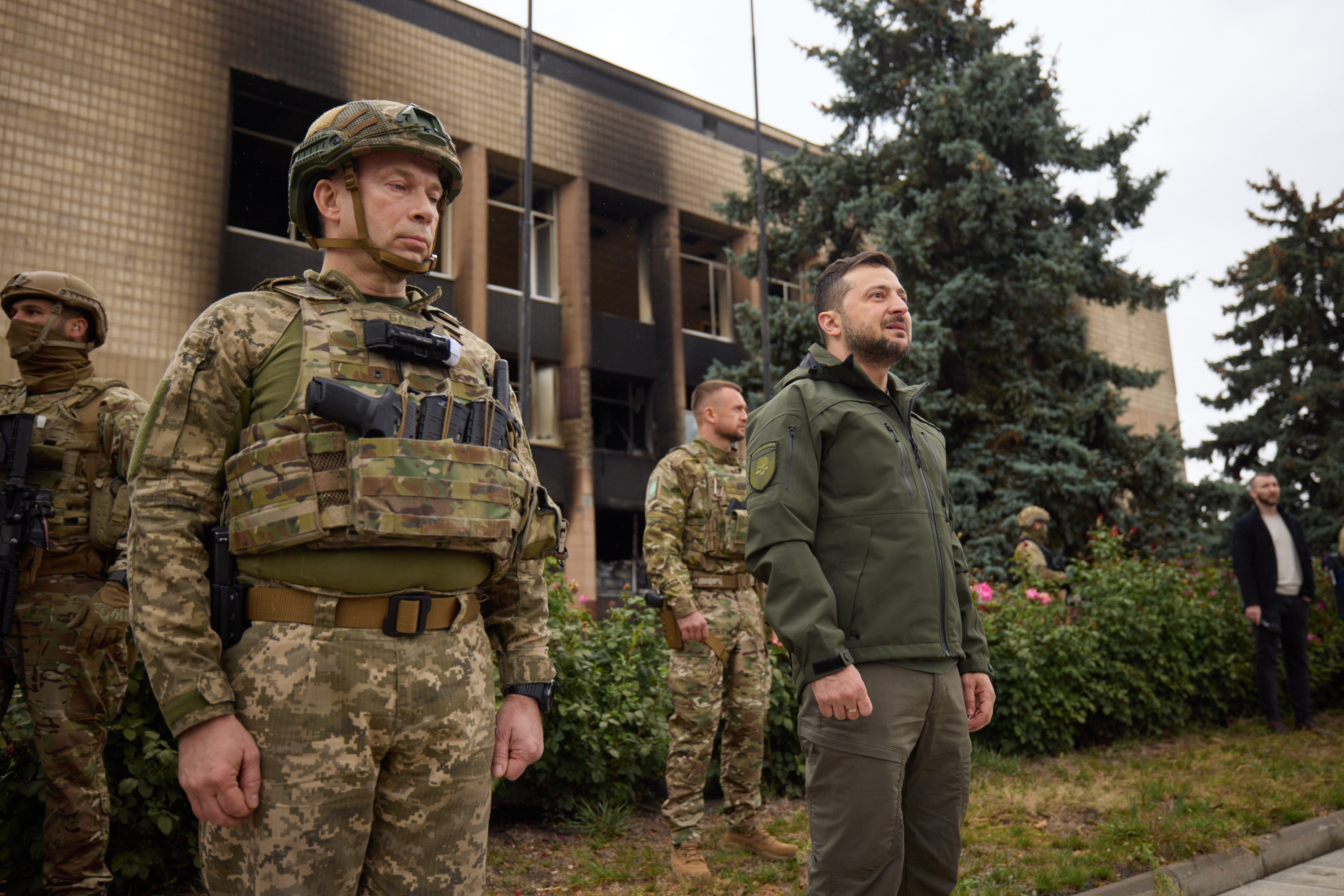
Візит Володимира Зеленського у звільнений Ізюм

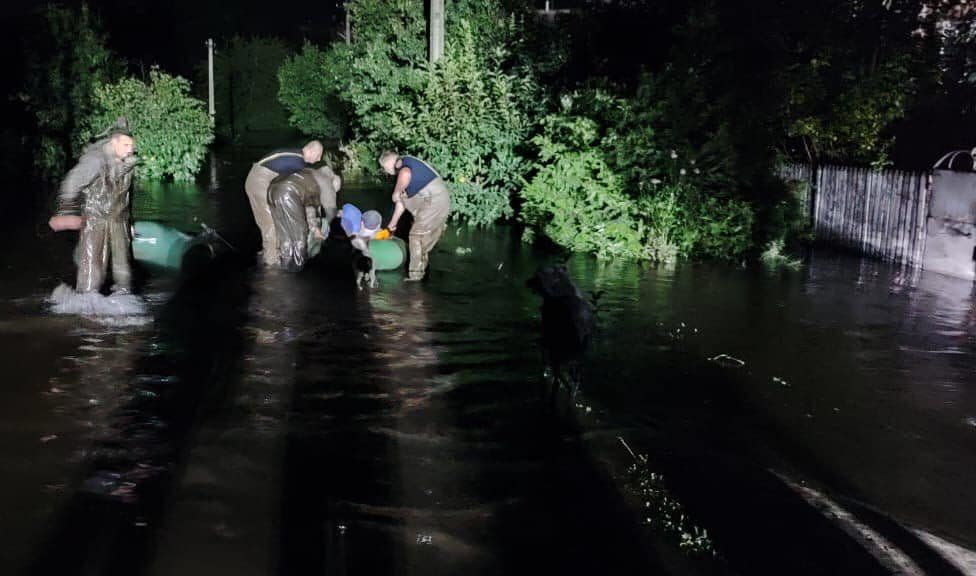
Повінь після ракетних ударів по дамбі Карачунівського водосховища

Голова Херсонської облради повідомив про звільнення с. Киселівка під Херсоном.
Сили оборони відбили атаки противника в районах н.п. Спірне, Соледар, Майорськ, Зайцеве, Одрадівка, Весела Долина, Водяне та Новомихайлівка.
Від авіаційних та ракетних ударів ворога постраждала інфраструктура понад 30 н.п., зокрема Білогорівки, Спірного, Верхньокам'янського, Степового, Сухого Ставка, Білогірки, Безіменного та Малої Сейдеминухи; також обстріляно Харків, Краматорськ, Вовчанськ, Костянтинівка, Лозова, Сіверськ, Білогорівка, Миколаївка, Верхньокам'янське, Соледар, Бахмут, Бахмутське, Весела Долина, Зайцеве, Юр'ївка, Нью-Йорк, Первомайське, Кам'янка, Времівка, Степове, Малі Щербаки, Костромка, Біла Криниця та Мирне.. Вночі ворог завдав ракетних ударів по цивільній інфраструктурі Миколаєва та Краматорська. Загалом, протягом доби, обліковано 8 ворожих ракетних, 19 авіаційних удари та 86 обстрілів з РСЗВ.
Масований ракетний обстріл Кривого Рогу: випущено 8 ракет, пошкоджено дамбу на Карачунівському водосховищі, внаслідок чого підтоплено частину міста (див. Удари по дамбі Карачунівського водосховища).

### 15 вересня

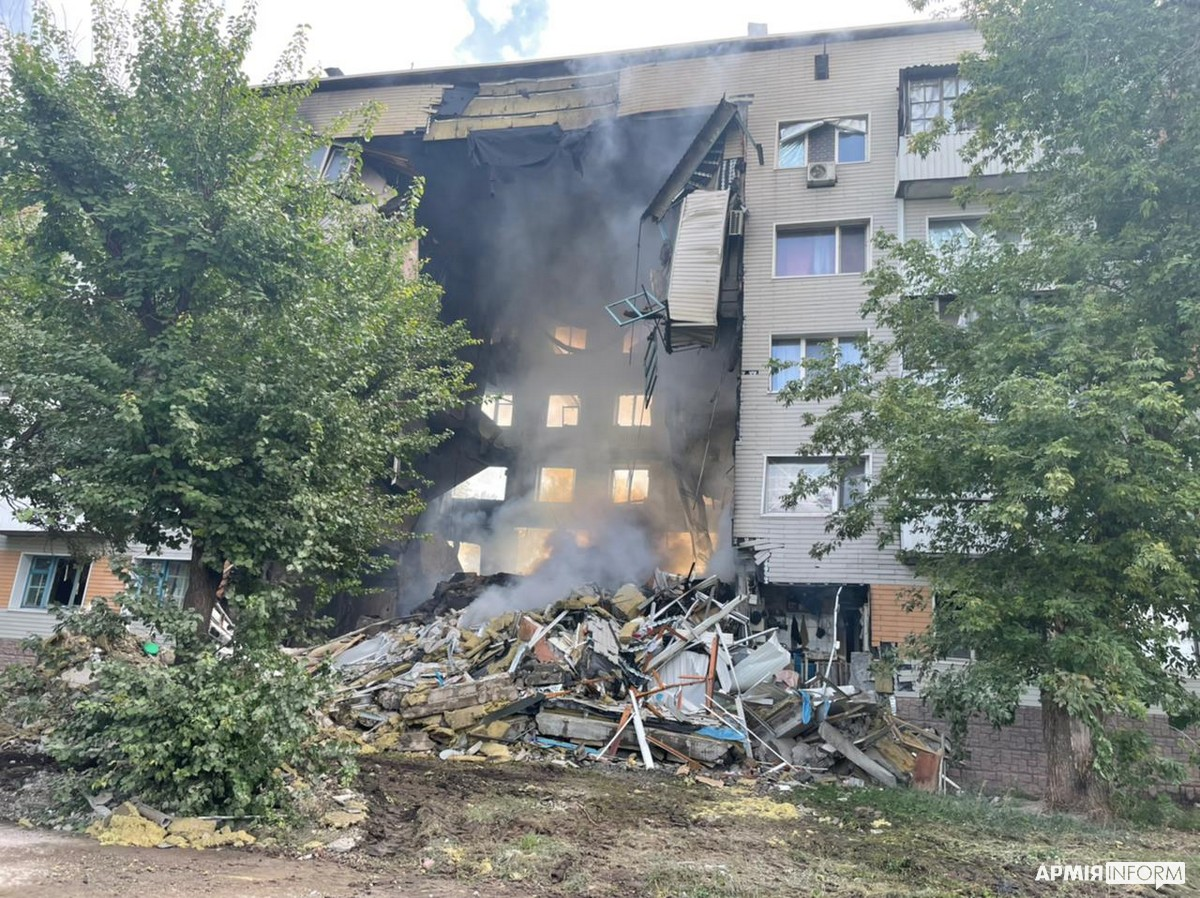
Житловий будинок у Бахмуті після обстрілу

Повідомляється про вибухи в окупованих Новій Каховці, Маріуполі, Курську, під Херсоном.
Сили оборони України відбили атаки противника в районах н.п. Весела Долина, Майорськ та Зайцеве, Одрадівка, Бахмут, Авдіївка та Новомихайлівка.
За добу ворог завдав 11 ракетних, 15 авіаційних ударів та здійснив 96 обстрілів із РСЗВ по військових та цивільних об'єктах на території України. Від авіаційних, ракетних ударів та РСЗВ постраждала інфраструктура понад 30 населених пунктів. Це, зокрема, Кривій Ріг, Нікополь, Білогірка, Мар'їнка, Ольгівське, Оскіл, Миколаїв, Очаків, Любомирівка, Гуляйполе та Мирне, Костянтинівка, Дружківка, Куп'янськ, Сіверськ, Нью-Йорк та Велике Артакове.

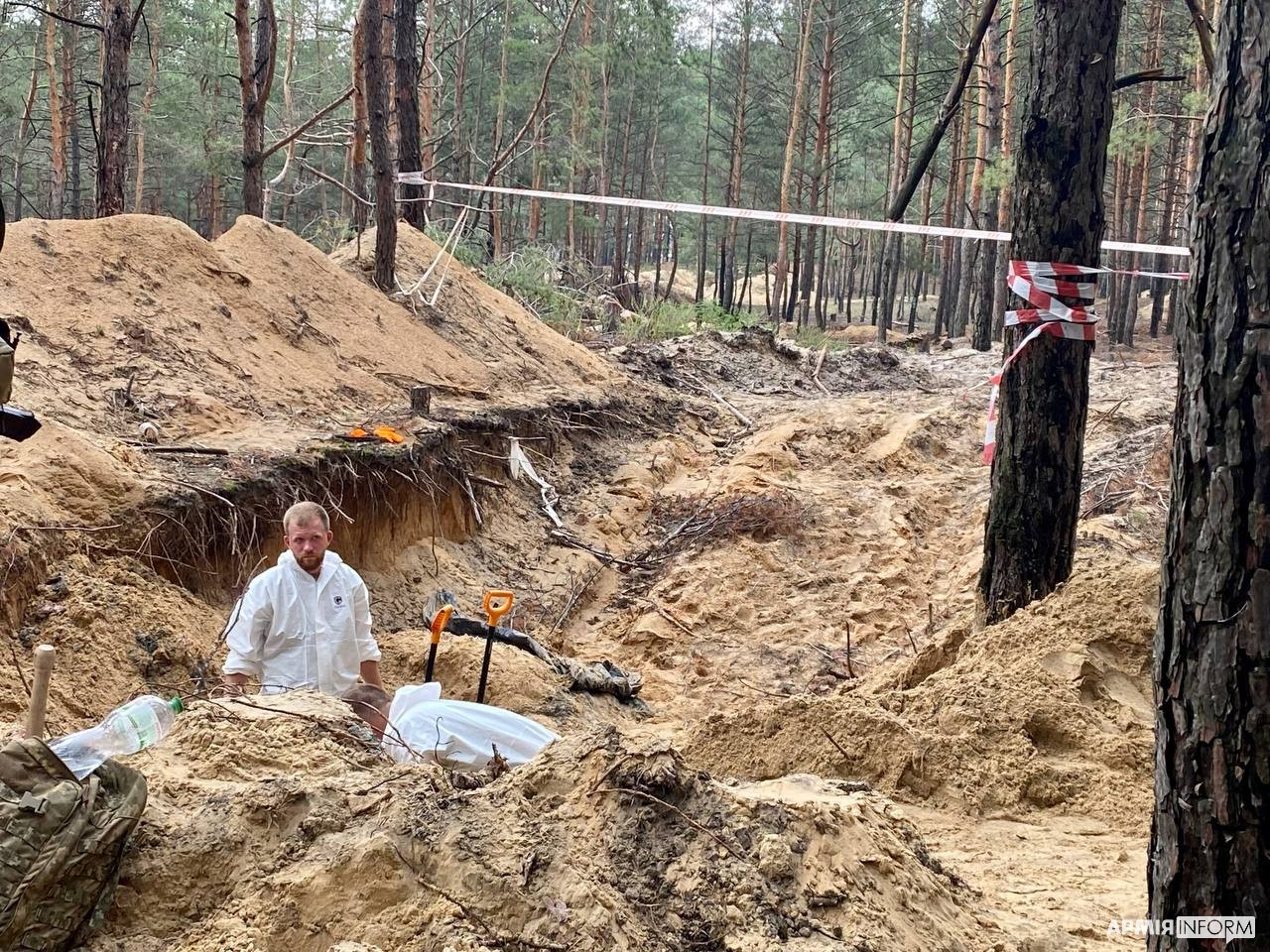
Ексгумація тіл із масових поховань під Ізюмом

В Ізюмі виявили велику братську могилу українських воїнів та близько 500 поховань цивільних.
МАГАТЕ ухвалило резолюцію з вимогою до Росії негайно деокупувати ЗАЕС.

### 16 вересня
Повідомляється про звільнення ЗСУ сил Діброва і Щурове під Лиманом на Донеччині, а також лівобережної (східної) частини Куп'янська.
Підрозділи Сил оборони відбили атаки окупантів, в районах н.п. Весела Долина, Бахмут, Зайцеве, Авдіївка, Миколаївка Друга та Новомихайлівка, Повідомляється про ліквідацію заступника окупаційної адміністрації Бердянська з дружиною і — в результаті вибуху — «генерального прокурора» ЛНР. Також повідомляється про удар по окупаційній адміністрації в Херсоні і по аеродрому в Мелітополі.
За добу ворог завдав 4 ракетні, 24 авіаційних удари та здійснив 72 обстріли із РСЗВ.
Від авіаційних, ракетних ударів та обстрілів з РСЗВ постраждала інфраструктура понад 58 населених пунктів. Зокрема, це Харків, Золочів, Дружківка, Сіверськ, Закітне, Нью-Йорк, Мар'їнка, Полтавка, Малі Щербаки, Мирне, Велике Артакове, Кривій Ріг, Нікополь, Ольгівське, Запоріжжя, Оріхів та Миролюбівка, Веселянка, Красногорівка, Очаків та Сухий Ставок

### 17 вересня

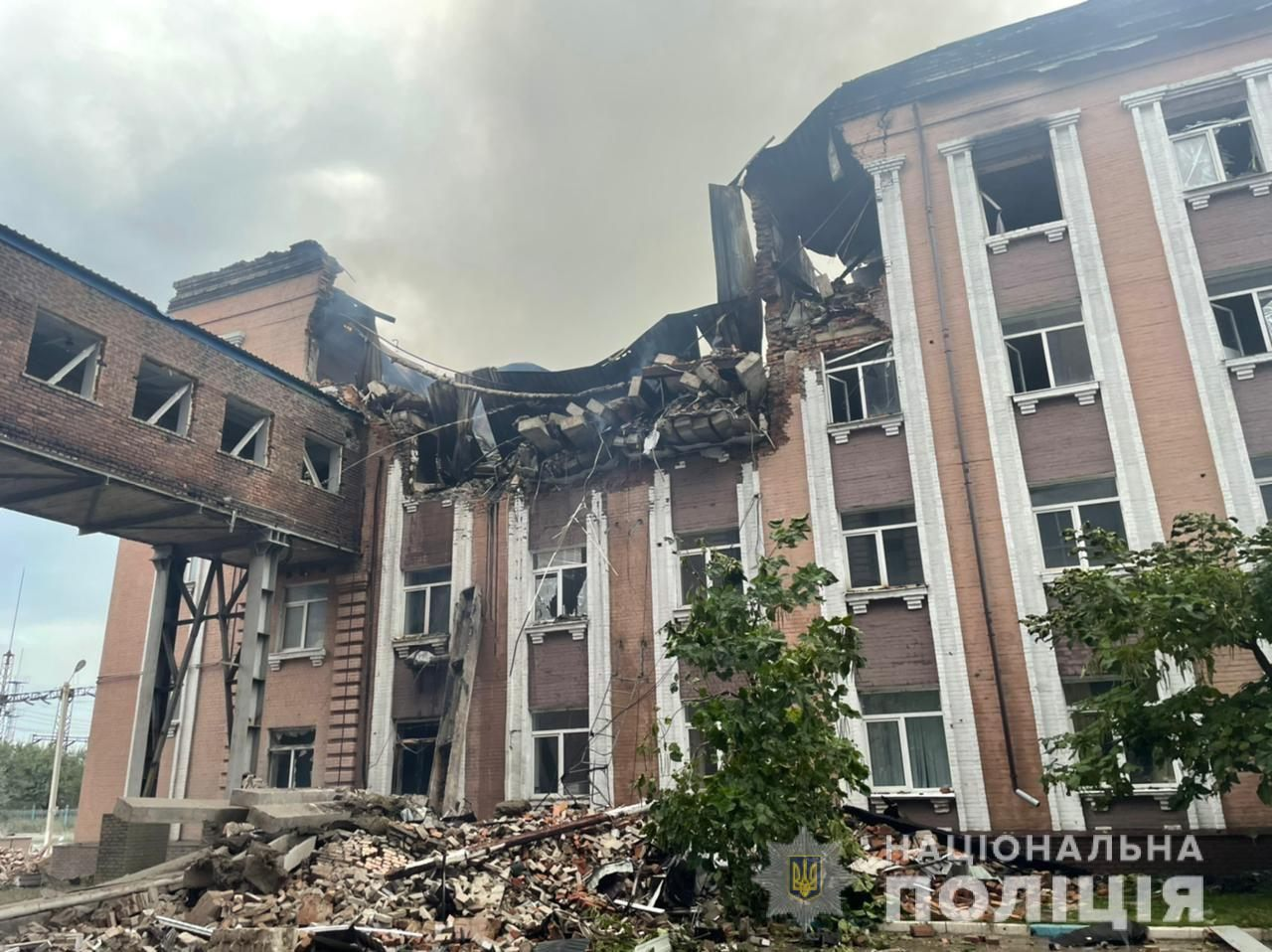
Слов'янська ТЕС після обстрілу

За добу підрозділи Сил оборони відбили атаки ворога в районах н.п. Бахмут, Зайцеве, Первомайське, Миколаївка Друга та Новомихайлівка. Михайлівка Друга, Весела Долина, Одрадівка, Мар'їнка, Новомихайлівка та Правдине.
За добу ворог завдав 6 ракетних та 28 авіаційних ударів, здійснив понад 90 обстрілів з РСЗВ. Постраждала інфраструктура понад 30 населених пунктів, це, зокрема, Харків, Сіверськ, Дружківка, Костянтинівка, Нью-Йорк, Мар'їнка, Красногорівка, Полтавка, Кривий Ріг, Запоріжжя, Нікополь, Оріхів, Миролюбівка та Очаків, Дворічна, Кам'янка, Новомихайлівка, Нескучне, Успенівка, Біляївка, Високопілля та Миколаїв, Чугуїв та Краматорськ,

### 18 вересня
За добу підрозділи Сил оборони України відбили атаки противника в районах н.п. Куп'янськ, Гоптівка, Миколаївка Друга, Бахмут, Весела Долина, Одрадівка, Мар'їнка, Новомихайлівка та Правдине.
Потужні вибухи у окупованих Сватовому і Мелітополі. Як повідомив Сергій Гайдай, близько 200 російських військових було знищено.
За добу російські окупанти завдали 3 ракетних та 22 авіаційних ударів, здійснили понад 90 обстрілів з РСЗВ по об'єктах на території України.
Постраждала інфраструктура більш як 30 населених пунктів, зокрема це — Краматорськ, Сіверськ, Серебрянка, Дворічна, Кам'янка, Спірне, Верхньокам'янське, Красногорівка, Новомихайлівка, Нескучне, Полтавка, Успенівка, Миролюбівка, Біляївка та Високопілля, Миколаїв, Запоріжжя, Соледар, Білогір'я, Новопіль, Першотравневе, Темирівка, Сухий Ставок, Петрівка, Березнегувате, Білогорівка, Степове та Ольгівське.

### 19 вересня
Повідомляється про звільнення Ярової під Лиманом та про знищення бази «вагнерівців» у Кадіївці і двох складів — у Благодатному і Херсоні.
За добу підрозділи Сил оборони відбили атаки противника в районах н.п. Миколаївка Друга, Курдюмівка та Зайцеве.
За добу противник завдав 4 ракетні та 9 авіаційних ударів, здійснив понад 11 обстрілів з реактивних систем залпового вогню по військових та цивільних об'єктах на території України. Постраждала інфраструктура понад 24 н.п. Зокрема, це Сіверськ, Краматорськ, Серебрянка, Білогорівка, Спірне, Красногорівка, Авдіївка, Новомихайлівка, Степове, Запоріжжя, Миколаїв, Олександрівка, Ольгівське, Сухий Ставок, Миролюбівка та Петрівка.
Вночі російські війська обстріляли Південноукраїнську АЕС. Як пише Енергоатом, «ракета впала в 300 м від ядерних реакторів».

### 20 вересня
Підрозділи Сил оборони відбили атаки противника в районах н.п. Веселе, Курдюмівка, Миколаївка Друга, Зайцеве, Майорськ, Первомайське, Мар'їнка та Новомихайлівка, Бахмутське, Зайцеве.
За добу російські окупанти завдали 8 ракетних та 35 авіаційних ударів, здійснили понад 120 обстрілів з РСЗВ по військових та цивільних об'єктах на території України, постраждала інфраструктура більш як 50 населених пунктів — серед них Слов'янськ, Миколаївка (Слов'янська ТЕС), Сіверськ, Соледар, Бахмут, Вугледар, Степне, Нікополь та Очаків, Оскіл, Олександрівка, Велика Новосілка, Времівка. В населеному пункті Печеніги окупанти намагалися зруйнувати дамбу Печенізького водосховища.
Стало відомо, що російські окупанти планують провести з 23 по 27 вересня псевдореферендуми про приєднання до РФ  тимчасово захоплених територій Донецької, Луганської, Херсонської та Запорізької областей.

## 21-30 вересня

### 21 вересня

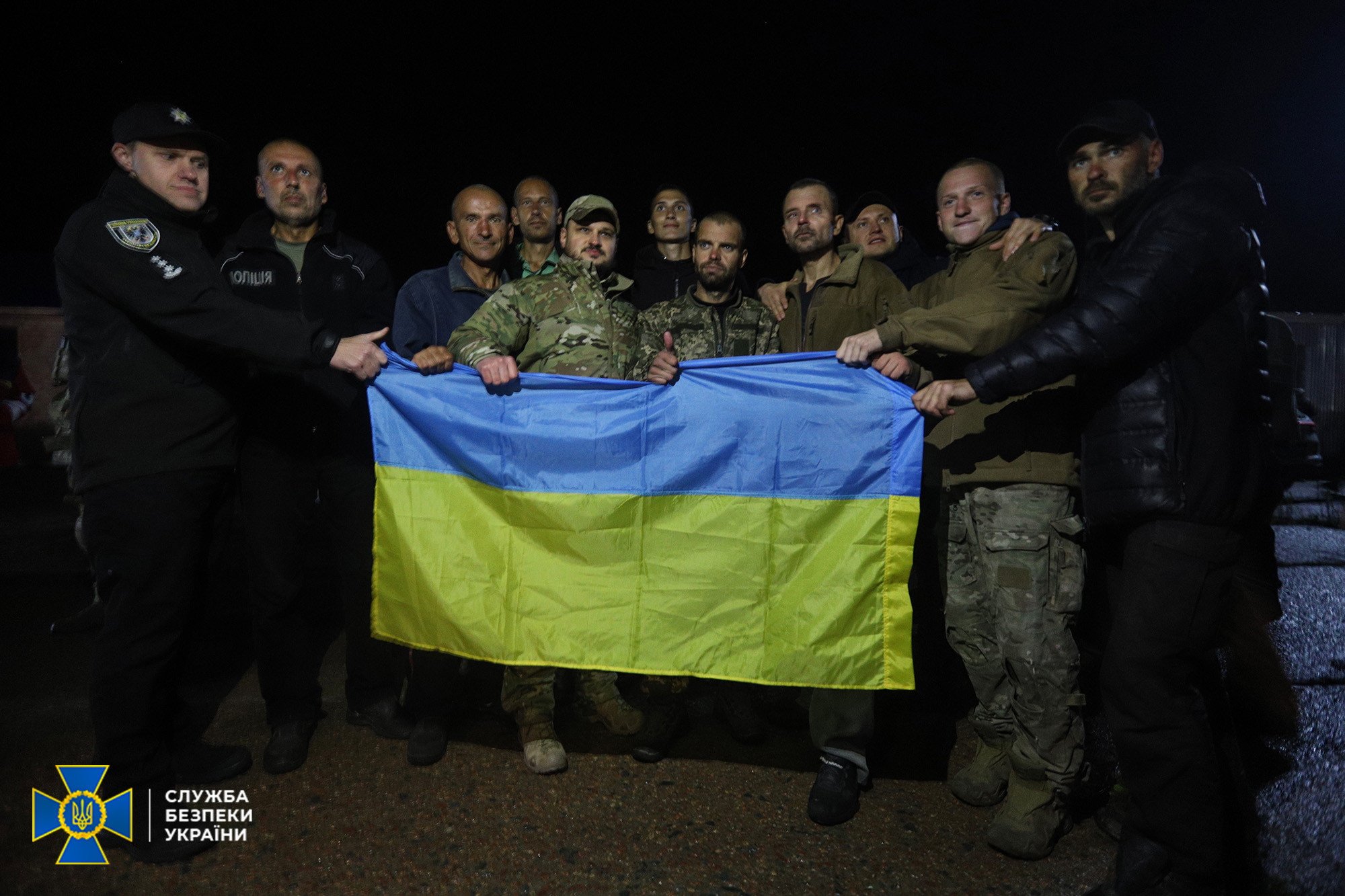
Повернення захисників "Азовсталі" в Україну в рамках обміну полоненими з Росією

За добу ЗСУ відбили атаки противника в районах н.п. Куп'янськ, Веселе, Зайцеве, Курдюмівка та Бахмутське.
Військове телебачення України повідомило, про звільнення села Долина і Пасіка від армії РФ. Також з'явилася інформація про звільнення с. Дробишеве під Лиманом.
За добу ворог завдав 8 ракетних та 16 авіаційних ударів, здійснив 115 обстрілів з РСЗВ по військових та цивільних об'єктах на території України, постраждала інфраструктура більш як 40 населених пунктів. Серед них — Харків, Слов'янськ, Печеніги (пошкоджено дамбу водосховища), Покровськ, Полтавка, Білогорівка, Краматорськ, Невельське, Мар'їнка, Миролюбівка та Високопілля, Сіверськ, Веселе, Нескучне, Єгорівка, Безіменне, Білогірка.
Ракетні удари по Кураховому, Запоріжжю (5 ракет).

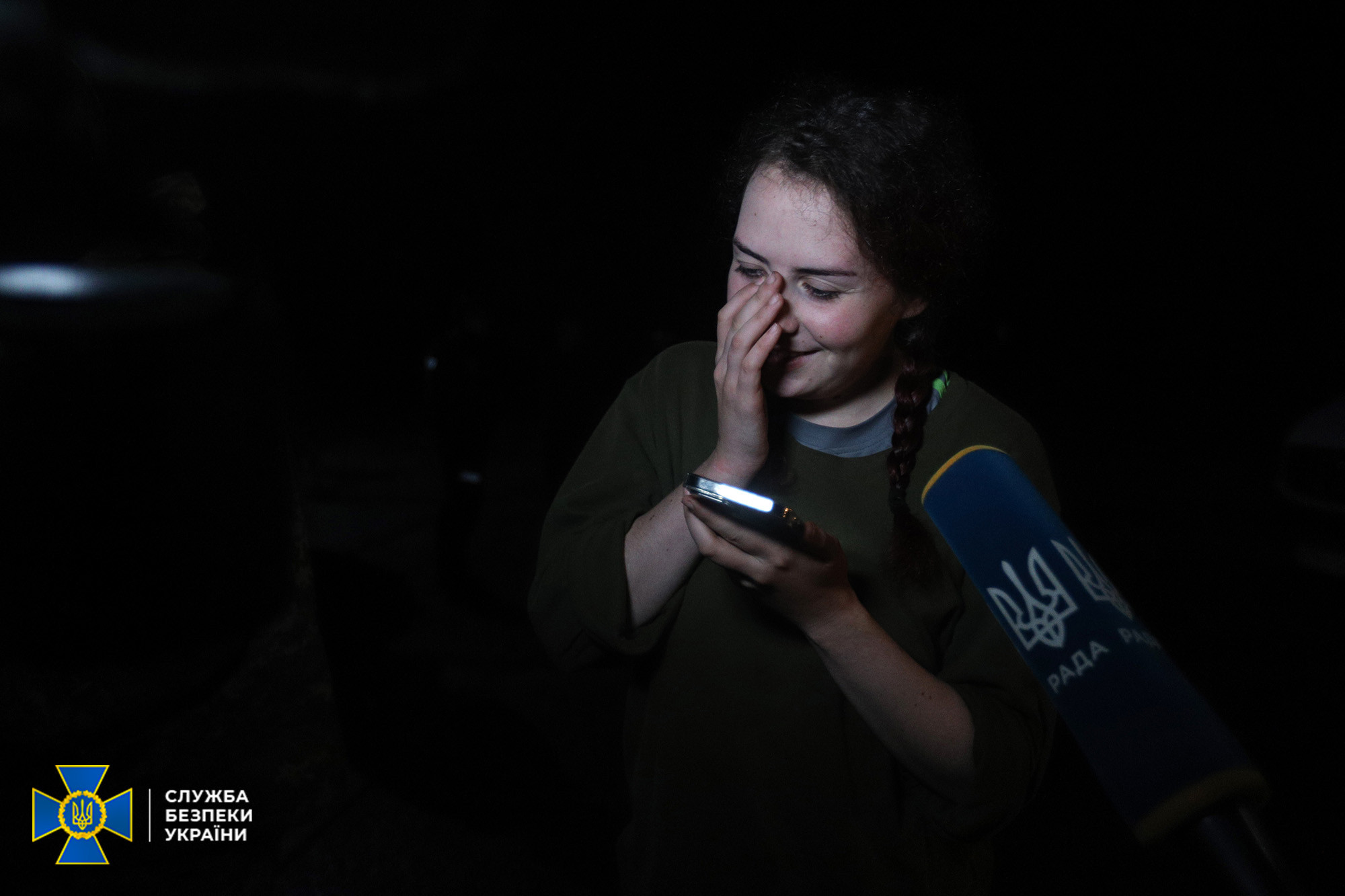
Повернення з полону Катерини Поліщук 21.09.2022

Оголошено «часткову мобілізацію» в Росії: о 9:00 було оприлюднено звернення президента РФ, де він повідомив, що підписав указ «Про оголошення часткової мобілізації в Російській Федерації», згідно з яким, до війська РФ необхідно набрати ще 300 000 військових, поки що зі складу тих, хто вже пройшов військову службу, має потрібну військово-облікову спеціальність та досвід бойових дій.
У рамках декомунізації та дерусифікації у центрі Дніпра з'явилася вулиця імені лідера ОУН Степана Бандери
Відбувся найбільший обмін полонених: із російського полону визволено 215 осіб, зокрема, звільнено 124 офіцери, 108 бійців «Азову», 10 іноземців, цивільні, жінки. Росія отримала Віктора Медведчука та ще 55 осіб, зокрема, льотчиків. Обмін відбувся за посередництва президента Туреччини Реджепа Ердогана, влади Саудівської Аравії та британської МІ-6. За умовами обміну, п'ять українських командирів мають залишатися в Туреччині до кінця війни. Всього з російського полону за час повномасштабного вторгнення звільнено 802 особи (на 21.09.2022).

### 22 вересня

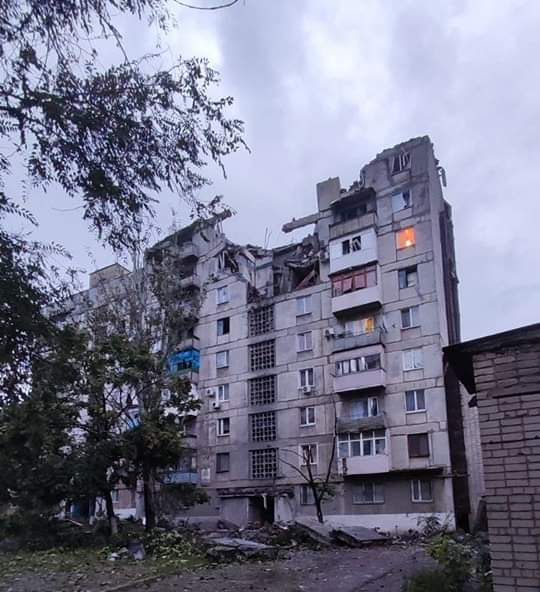
Обстріляний будинок у Торецьку

З'являються повідомлення про передові загони ЗСУ на північ від Лиману.
За добу підрозділи Сил оборони відбили ворожі атаки в районах населених пунктів Куп'янськ, Зайцеве та Новомихайлівка, Спірне, Майорськ, Авдіївка, Опитне та Кам'янка.
Противник завдав 4 ракетні та 27 авіаційних ударів, здійснив понад 75 обстрілів з РСЗВ по об'єктах на території України. Постраждала інфраструктура більш як 45 населених пунктів, Це, зокрема, Пришиб, Спірне, Веселе, Мар'їнка, Бахмут, Костянтинівка, Нескучне, Полтавка, Єгорівка, Безіменне, Білогірка, Запоріжжя, Кривий Ріг, Первомайськ, Миколаїв, Очаків, Високопілля, Сухий Ставок та Миролюбівка, Печеніги, Ярова, Мар'їнка, Красногорівка, Білогір'я та Новогригорівка.

### 23 вересня
ЗСУ звільнили село Яцьківка Донецької області, неподалік Ізюму, та повернули контроль над позиціями біля Бахмута.
Сили оборони України відбили атаки противника в районах н.п. Спірне, Соледар, Бахмутське, Одрадівка, Курдюмівка, Зайцеве, Майорськ, Кам'янка, Авдіївка та Опитне.
За добу противник завдав 5 ракетних (Торецьк) та 14 авіаційних удари, здійснив понад 60 обстрілів з РСЗВ по об'єктах на території України. Від ворожих ударів постраждало понад 10 населених пунктів, зокрема, Печеніги, Яцківка, Ярова, Мар'їнка, Красногорівка, Білогорівка, Миролюбівка, Миколаїв, Сухий Ставок та Новогригорівка, Нікополь, Південне, Малі Щербаки, Григорівка, Північне, Щербаки, Очаків, Солоне, Оріхів та Архангельське.
Загарбники розпочали на тимчасово окупованих територіях проведення псевдореферендумів щодо оголошення областей України самостійними державами та включення їх до складу Російської Федерації на правах суб'єктів федерації.
Підтверджено 4 удари по припортових об'єктах Одеси ракетами «Калібр» та іранськими дронами-камікадзе Shahed 136, загинуло 2 особи
Заступник міністра оборони України в інтерв'ю підтвердила названі раніше Головнокомандувачем ЗСУ втрати Сил оборони у війні — «трошки більше 9 000 загиблих».

### 24 вересня

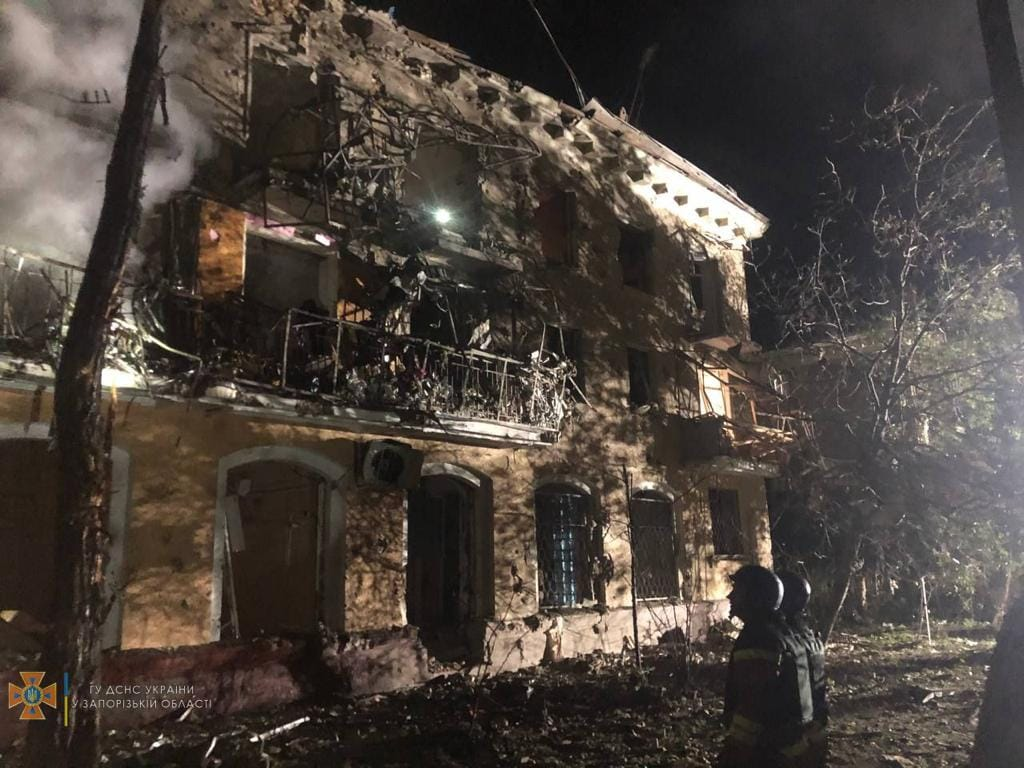
Будинок у Запоріжжі після обстрілу

Повідомляється про вибухи у Новій Каховці і в районі Курського аеропорту.
За добу підрозділи Сил оборони відбили атаки окупантів в районах н.п. Петропавлівка, Виїмка, Бахмутське, Зайцеве, Опитне, Одрадівка, Невельське та Новомихайлівка, Соледар, Курдюмівка та Первомайське.
Окупанти завдали 7 ракетних (Миколаїв, Запоріжжя) та 22 авіаційних удари, здійснили понад 67 обстрілів з РСЗВ по об'єктах на території України, Від ворожого вогню постраждали понад 20 населених пунктів — зокрема, Бахмут, Миколаївка, Калинівка, Миколаїв, Сухий Ставок, Південне, Малі Щербаки, Нікопольській район, Запоріжжя, Очаків, Миролюбівка, Нью-Йорк, Білогорівка, Красногорівка, Павлівка та Майорськ.
Росія за допомогою БПЛА скинула на позиції ЗСУ контейнери з отруйною речовиною, імовірно хлорпікринову гранату К-51. Про це повідомили в ОК «Південь».
Уражено понтонну переправу рашистів у Новій Каховці.
Мер Мелітополя Іван Федоров повідомив, що в північній частині міста прогримів гучний вибух, передає УНН.

### 25 вересня

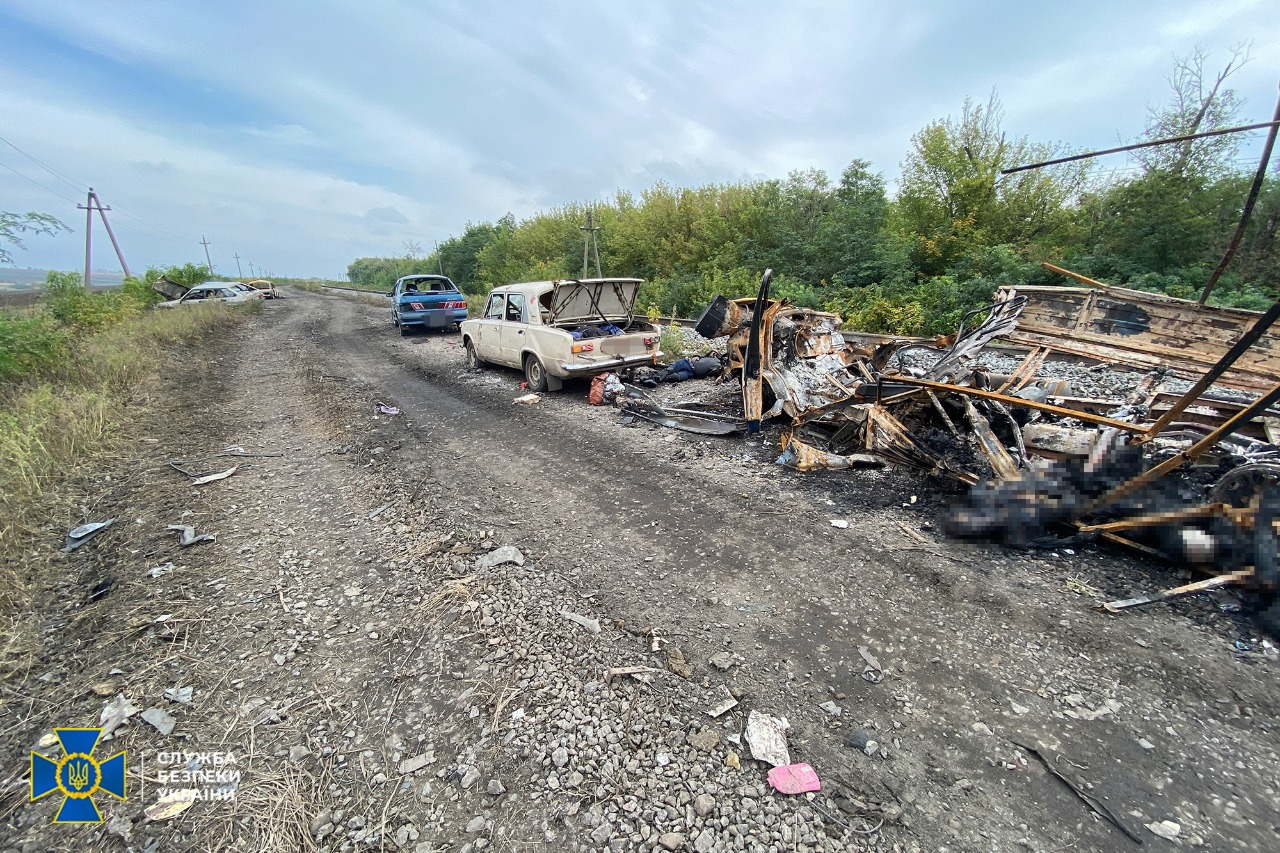
Рештки автоколони під Куп'янськом

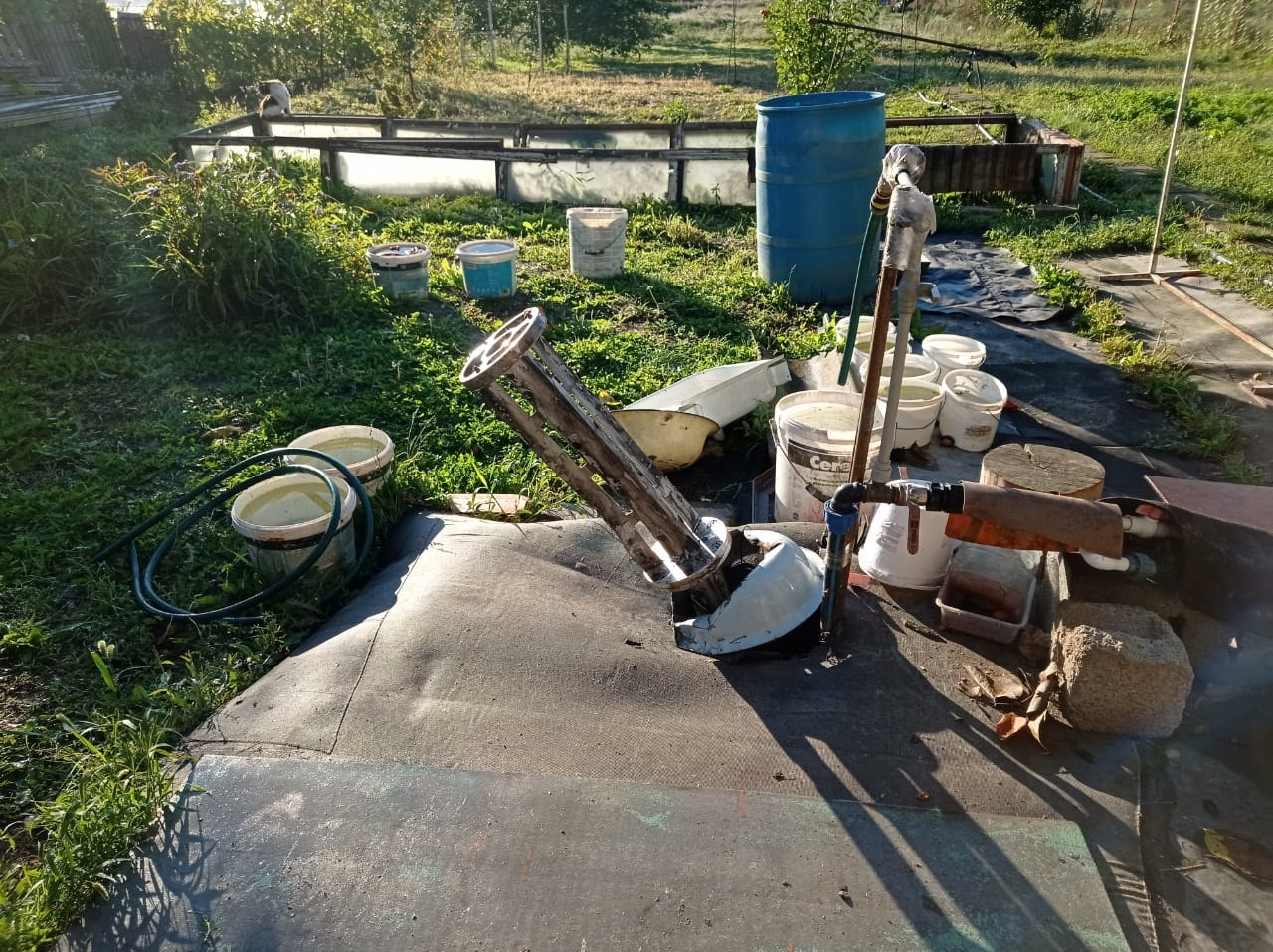
Ракета на подвір'ї в Дніпропетровській області

Надходить інформація, що Карпівку, Рідкодуб і Нове на північ від Лиману окупанти залишили.
Розстріл автоколони під Куп'янськом. Загинули 26 людей, у тому числі 13 дітей та вагітна жінка.
Повідомляється про вибуху в окупованому Алчевську, Стаханові, у Мелітополі вибухнув автомобіль.
Протягом доби підрозділи Сил оборони відбили ворожі атаки в районах н.п. Соледар, Виїмка, Курдюмівка, Зайцеве, Новомихайлівка, Первомайське та Павлівка, Спірне, Майорськ, Бахмут, Підгородне, Побєда.
За добу окупанти завдали 5 ракетних та 12 авіаційних ударів, здійснили понад 83 обстріли з РСЗВ по об'єктах на території України.
З ранку 4 дрони-камікадзе (Шахід 136) атакували Одесу з території Чорного моря. Три дрони влучили у громадські будівлі, один дрон вдалось відбити за допомогою ППО.
Від ворожого вогню постраждали понад 40 населених пунктів. Серед них Куп'янськ, Білогорівка, Спірне, Бахмутське, Бахмут, Нью-Йорк, Красногорівка, Курахове, Новомихайлівка, Павлівка, Запоріжжя (ракетний удар), Володимирівське, Очаків, Миколаїв, Миролюбівка, Нововознесенське, Сухий Ставок. Краматорськ, Мар'їнка, Кам'янка, Нікополь.
Мінімум дві особи вбито внаслідок ракетного удару по готелю в центрі в Херсона, серед них — колишній депутат Верховної Ради, колаборант Олексій Журавко. У готелі також мешкала знімальна група російського пропагандистського телеканалу RT.
Україна отримала від США згоду на передачу сучасних зенітно-ракетних систем NASAMS для оборони повітряного простору; Пентагон заявив, що ЗРК надійдуть протягом двох місяців.

### 26 вересня

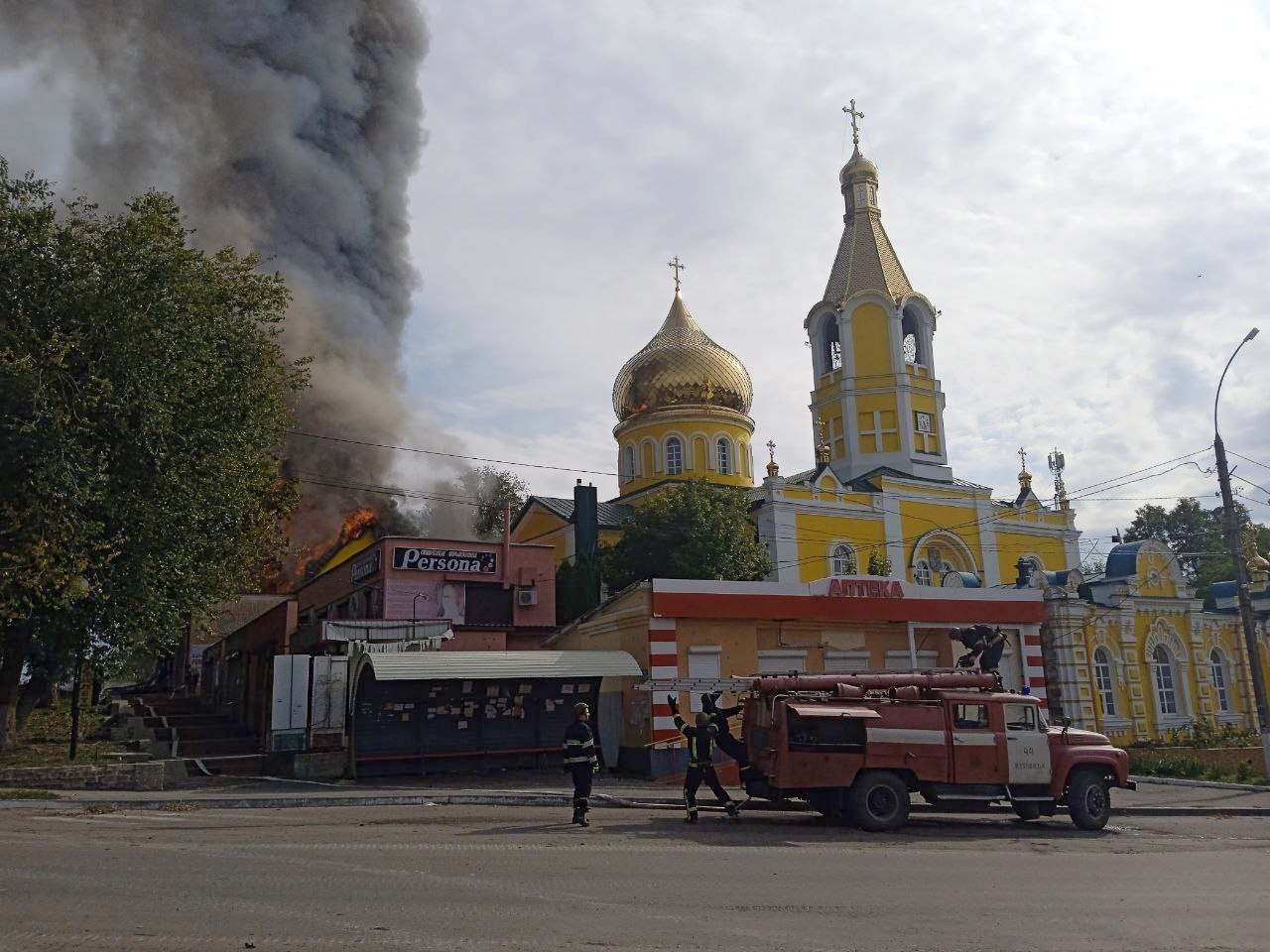
Куп'янськ після обстрілу

ЗСУ звільнили село Піски-Радьківські на Харківщині, на північ від Лиману.
Протягом доби українські воїни відбили атаки противника в районах н.п. Спірне, Соледар, Підгородне, Бахмут, Майорськ, Кам'янка, Побєда та Павлівка, Курдюмівка, Зайцеве, Первомайське.
За добу противник завдав 9 ракетних та 22 авіаційних удари, здійснив понад 90 обстрілів з РСЗВ. Також ворог задіяв ударні БпЛА в районі н.п. Біленьке Одеської області (підтверджено влучання двома дронами-камікадзе по військовому об'єкту). Від вогневого впливу окупантів постраждало 50 населених пунктів. Зокрема, Запоріжжя, Марганець, Мусіївка, Нікополь, Потьомкине, Осокорівка, Миколаїв та Очаків, Слов'янськ, Краматорськ, Соледар, Авдіївка, Новопіль, Запоріжжя, Марганець, Мусіївка, Кривий Ріг (удар ракетою Х-59 по аеропорту, інфраструктура зруйнована) та Біленьке. Ракетні удари по Миколаєву, Запоріжжю, Первомайському (на Харківщині), Кривому Рогу.

### 27 вересня
Голова Харківської ОВА підтвердив, що українські військові звільнили селище і станцію Куп'янськ-Вузловий на лівому березі Оскола, а також села Рідкодуб і Коровій Яр на північ від Лиману.
За добу підрозділи Сил оборони України відбили атаки противника в районах н.п. Соледар, Майорськ, Курдюмівка, Зайцеве, Бахмут, Бахмутське, Виїмка, Спірне, Первомайське та Кам'янка, Залізне, Миколаївка Друга, Побєда, Новомихайлівка та Безіменне.
За добу противник завдав 10 ракетних та 17 авіаційних ударів, здійснив понад 105 обстрілів з РСЗВ. Від ворожого вогневого ураження постраждали понад 40 н.п., зокрема, Запоріжжя (10 ракет С-300, зруйновано інфраструктуру), Миколаїв, Очаків, Авдіївка, Красногорівка, Полтавка та Мар'їнка, Харків (3 ракетних удари по Холодногірському району Харкова, пошкоджено інфраструктуру електромережі), Слов'янськ, Краматорськ.
Внаслідок пошкодження в Балтійському морі перестав працювати газогін «Північний потік».

### 28 вересня

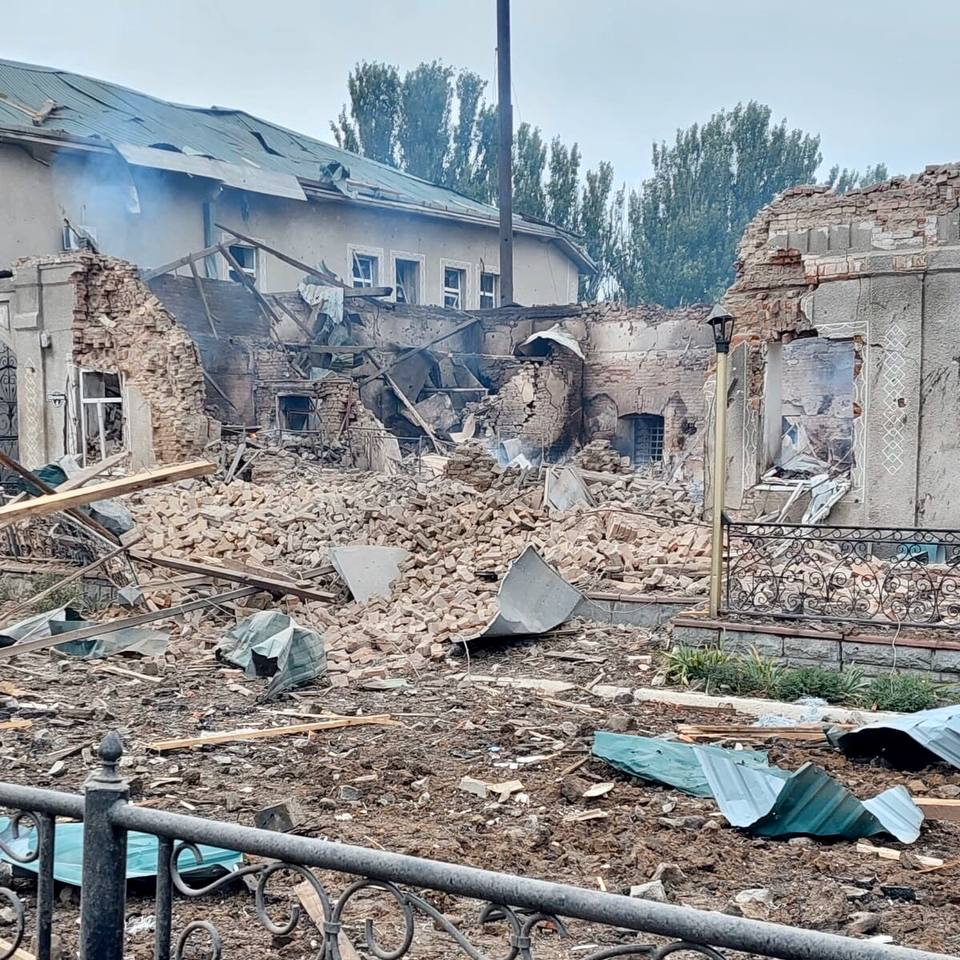
Будинок купця Карманова (1900) у Гуляйполі після обстрілу

Надходять повідомлення про звільнення Ківшарівки під Куп'янськом, с. Колодязі та с. Новоселівка на північ від Лиману.
За добу підрозділи Сил оборони України відбили атаки противника в районах н.п. Зайцеве, Майорськ, Залізне, Одрадівка, Миколаївка Друга, Озерянівка, Первомайське, Побєда, Новомихайлівка, Павлівка, Бахмутське та Безіменне.
Окупанти завдали 3 ракетних та 8 авіаційних ударів, здійснили понад 82 обстрілів з РСЗВ. Від ворожих ударів постраждало понад 28 н.п., зокрема, Сіверськ, Білогорівка, Мар'їнка, Миколаїв, Вищетарасівка, Тернові Поди, Мирне та Новогригорівка, Юр'ївка, Гуляйполе (удар С-300), Кривий Ріг (ракетний удар).
У російському полоні перебувають 7 000 українських військових і цивільних осіб, серед них 616 жінок. Також у Координаційному штабі з питань поводження з військовополоненими відбулася зустріч з громадськими організаціями та ініціативами рідних та близьких українських військовополонених, де обговорювалися можливості обміну «всіх на всіх».
Зеленський на Раді безпеки ООН закликав повністю ізолювати РФ та позбавити її постійного членства.
Повідомляється, що США надають Україні новий пакет військової допомоги на $1,1 млрд, зокрема 18 HIMARS.

### 29 вересня

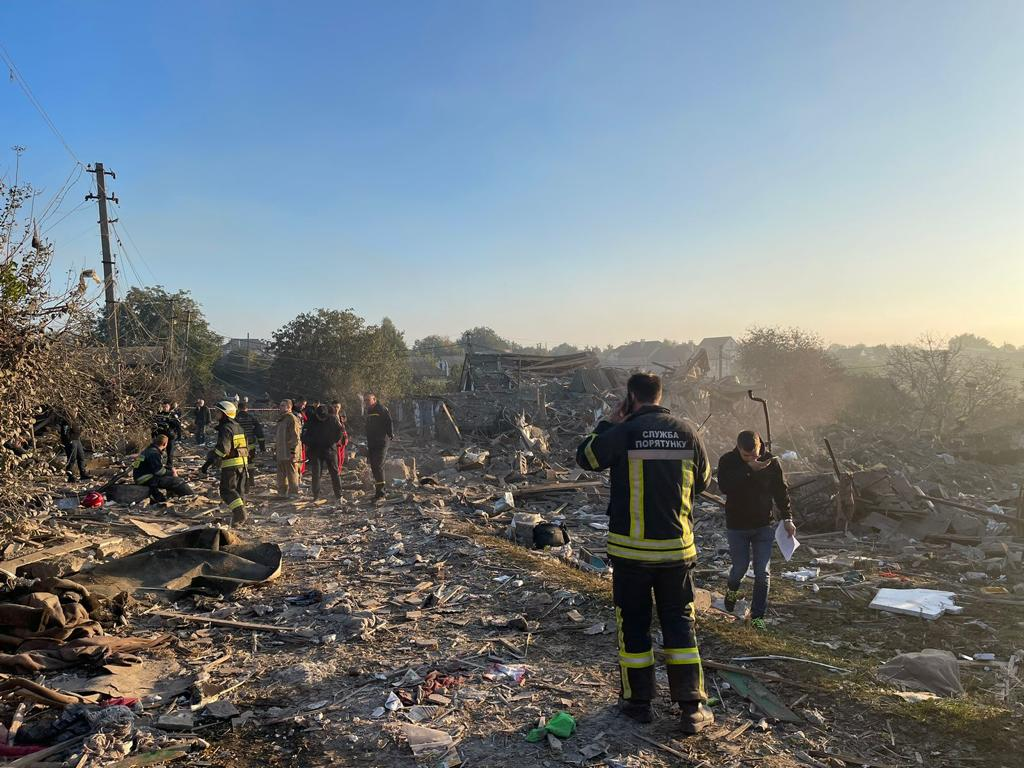
Наслідки обстрілу Дніпра

Повідомляється про загрозу оточення російських підрозділів в районі Лиману.
За добу підрозділи Сил оборони відбили атаки противника в районах н.п. Зайцеве, Майорськ, Весела Долина, Бахмутське, Одрадівка, Курдюмівка, Нью-Йорк, Первомайське, Виїмка, Павлівка та Безіменне.
Противник завдав 5 ракетних та 11 авіаційних ударів, здійснив понад 100 обстрілів із реактивних систем залпового вогню.
Від ворожих ударів постраждало понад 50 н.п., серед яких — Краматорськ, Бахмут, Кривий Ріг, Дніпро, Миколаїв, Нікополь, Павлівка, Високопілля, Мирне, Слов'янськ, Вознесенськ, Білогірка. Також у результаті удару по Зеленодольській ТЕС постраждало понад 10 цивільних осіб.
Уночі РФ завдала удар ракетами Х-22 по житлових кварталах Дніпра, також знищено автобусне АТП. Відомо про чотирьох загиблих, серед них дві дитини. Також ракета С-300 влучила по Миколаєву: пошкоджено цивільні об'єкти, зокрема музей і навчальний заклад. Постраждалих нема.
Україна повернула з російського полону ще 6 людей. Серед них — 4 морські піхотинці, що обороняли Маріуполь, і 2 цивільних.
ЗСУ стримують ворога на сухопутній ділянці протяжністю 3390 кілометрів, у тому числі активна лінія фронту з агресором становить близько 850 кілометрів.
Путін видав укази про визнання незалежності Запорізької і Херсонської областей.

### 30 вересня

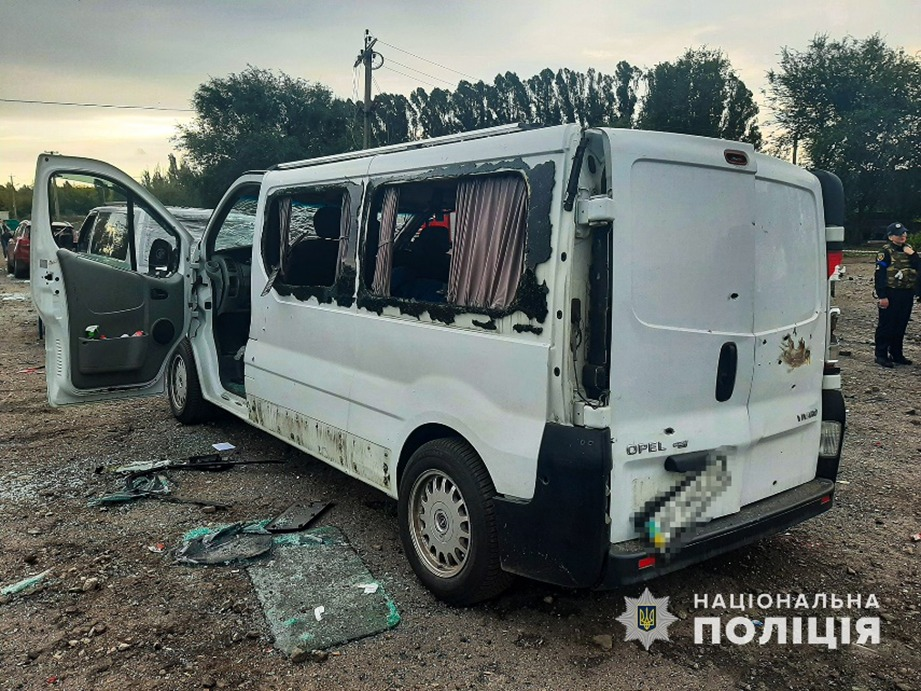
Результати обстрілу гуманітарної колони в Запоріжжі

Повідомляється про звільнення Ямполя та Дробишевого біля Лиману і часткове оточення окупантів в районі самого Лиману.
За добу підрозділи Сил оборони України відбили атаки противника в районах н.п. Майорськ, Зайцеве, Одрадівка та Бахмутське,  Нью-Йорк  та Соледар.
Противник завдав 4 ракетних та 15 авіаційних ударів, здійснив понад 85 обстрілів з РСЗВ по об’єктах на території України. Від ворожих ударів постраждало понад 50 населених пунктів, зокрема, Костянтинівка, Запоріжжя, Миколаїв, Гуляйполе, Рідкодуб, Білогорівка, Новоандріївка, Благодатівка та Миролюбівка, Новомиколаївка, Сухий Ставок та Одрадівка.
Російські війська випустили по Запоріжжю 16 ракет із ЗРК С-300. Удари були завдані по гуманітарній автоколоні на виїзді з Запоріжжя, повідомляється про 30 убитих та 88 поранених.
О 18-00 окупанти здійснили артилерійський обстріл деокупованого міста Вовчанськ. Є загиблі і поранені.
|                                                                | Держава-терорист обстрілює ракетами мирне населення на Запоріжжі, Миколаївщині, Дніпропетровщині. Б’є по українських регіонах із реактивних систем залпового вогню та безпілотників. Лише по Запоріжжю та району окупанти випустили 16 ракет за один ранок! Так можуть чинити лише закінчені терористи, яким не має бути місця в цивілізованому світі. Ворог лютує та намагається помститися за нашу незламність і свої невдачі. Цинічно знищує мирних українців, адже давно втратив усе людське. Кровожерливі покидьки! Відповідатимете неодмінно. За кожне загублене життя українців! |
| — Володимир Зеленський, https://t.me/V_Zelenskiy_official/3449 | |

Посилаючись на проведені на захоплених територіях «референдуми», Путін оголосив про включення до складу РФ ДНР, ЛНР, Запорізької та Херсонської областей. У відповідь влада України ухвалила рішення про подання заявки на прискорений вступ до НАТО.

## Підсумки вересня 2022 року

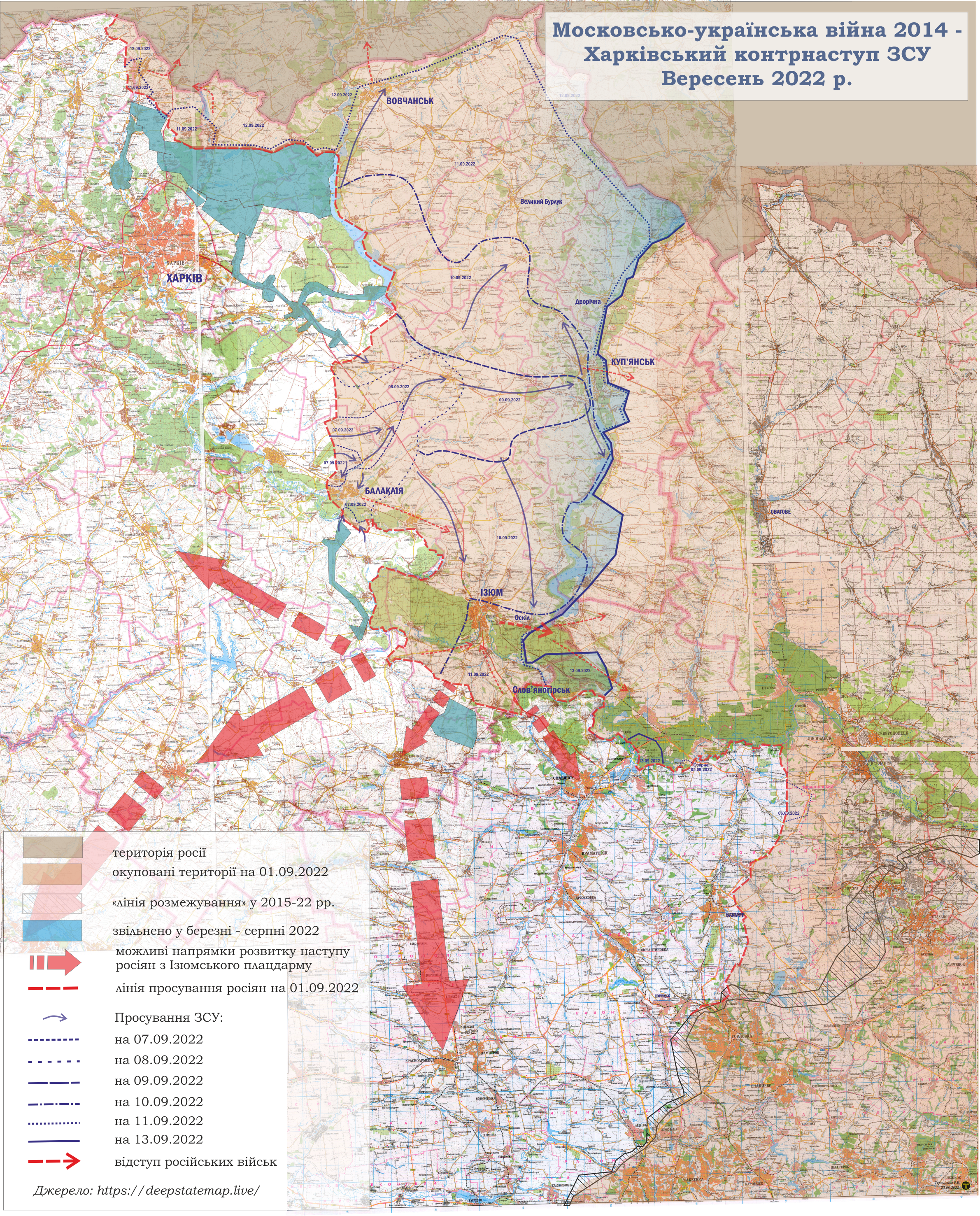
Харківський контрнаступ, вересень 2022

Вже другий місяць поспіль російським загарбникам не вдалося досягти будь-яких суттєвих успіхів на фронтах, за винятком незначного просування в бік Бахмута і Соледара. Натомість, ЗСУ провели ефективну контрнаступальну операцію у Харківській області і звільнили за активний період 06—13.09.2022 майже всю її окуповану частину з містами Балаклія, Ізюм, Куп'янськ (всього 300 населених пунктів на Харківщині, 3800 км² території, де живуть 150 тис. людей). Далі продовжилось поступове просування ЗСУ в бік міст Лиман (який на 30.09. потрапив в оперативне оточення), Лисичанськ і створення плацдармів на східному березі р. Оскіл. Також продовжилось поступове розширення плацдарму ЗСУ і на східному березі р. Інгулець і тиск на Херсонському напрямку.
Ракетних ударів, окрім прифронтових міст (Харків, міста на півночі Донецької області, Миколаїв), зазнали також Вознесенськ (05.09, 11.09), Кривий Ріг (нафтобаза, 06.09, гідротехнічні споруди — 14.09, 15.09, 16.09, 26.09 — аеропорт, 29.09), Дніпро (11.09, 29.09 — 2 удари), Запоріжжя (12.09, 14.09, 19.09, 21.09, 24.09, 26.09, 27.09, 28.09, 30.09), Южноукраїнськ (біля АЕС — 19.09), Одеса (25.09, 26.09 — дрони), Первомайський (26.09). Ворог на півдні почав активно застосовувати іранські ударні безпілотники типу «Шахід» (див. Shahed 136). Так, з 26 по 29 вересня росія 29 разів застосувала ударні дрони.
11 вересня ворог уразив деякі об'єкти критичної інфраструктури, зокрема Харківську ТЕЦ-5, через що деякі прилеглі регіони на певний час залишились без електро- та водопостачання.
13 вересня в м.Куп'янськ збито перший БпЛА (дрон) іранського виробництва “Shahed-136”
14 вересня підступного удару зазнала дамба Карачунівського водосховища під Кривим Рогом, яка була частково зруйнована, і вода підтопила дома у Кривому Розі нижче за течією Інгульця.
Під вогонь ворожої артилерії, РСЗВ, танків потрапляли численні населені пункти вздовж лінії фронту, з великих міст — Харків, Миколаїв, Нікополь, Марганець, міста на півночі Донецької області.
ЗСУ продовжили використовувати отримане західне озброєння, зокрема, РСЗВ HIMARS для ураження ворожих складів боєприпасів, баз, інфраструктури на окупованих територіях, а під Херсоном знов пошкоджено мости через Дніпро і Інгулець.
Тривало перекидання окупаційних військ на правобережжя Херсонщини і нагнітання ситуації навколо захопленої Запорізької АЕС, під прикриттям якої окупанти створили свою військову базу і вели обстріли районів Нікополя і Марганця — 1 вересня ЗАЕС відвідала місія МАГАТЕ на чолі з її головою.
21 вересня Путін оголосив указ про часткову мобілізацію. Того ж дня відбувся найбільший обмін полоненими — з полону звільнено 215 захисників України, Росія отримала 55 полонених на чолі з арештованим Віктором Медведчуком.
23-27 вересня російські окупанти провели на захоплених територіях України (окрім Криму) псевдореферендуми щодо включення окупованих областей до складу Росії.
29 вересня Путін видав укази про визнання незалежності Запорізької і Херсонської областей.
30 вересня, посилаючись на проведені псевдореферендуми, Путін оголосив про включення до складу РФ «ДНР», «ЛНР», Запорізької та Херсонської областей.